# Baixas da Guerra do Iraque

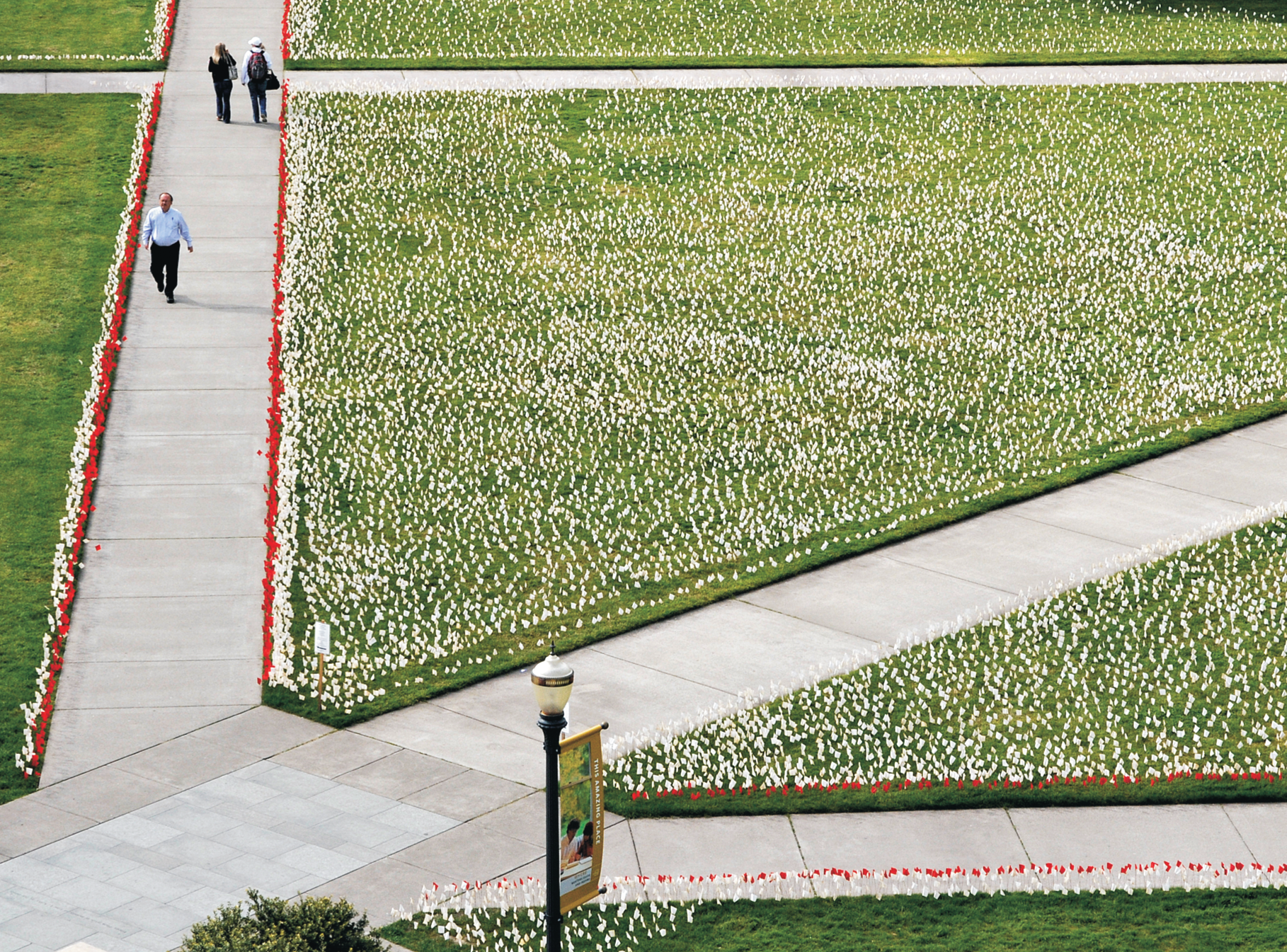
Bandeiras brancas e vermelhas, representando as mortes de iraquianos e americanos, respectivamente, estão no gramado da The Valley Library no campus de Corvallis, Oregon, da Oregon State University. Como parte da exposição itinerante Iraq Body Count de 2008 a 2009 (não relacionada ao projeto Iraq Body Count), as bandeiras têm o objetivo de “aumentar a conscientização sobre o custo humano da Guerra do Iraque”. (Maio de 2008)

As estimativas das fatalidades da Guerra do Iraque (que começou com a invasão do Iraque em 2003 e a ocupação, insurgência e guerra civil que se seguiram) foram feitas de várias formas, e essas estimativas, de diferentes tipos, tem grande variabilidade.
A estimativa de mortes relacionadas à guerra apresenta diversos desafios. Os especialistas fazem uma distinção entre estudos baseados na população, que extrapolam dados a partir de amostras aleatórias, e contagens de corpos, que registram as mortes relatadas, mas provavelmente subestimam as baixas. Os estudos baseados na população geram estimativas do número de vítimas da Guerra do Iraque que variam de 151.000 mortes violentas em junho de 2006 (de acordo com a Pesquisa de Saúde Familiar do Iraque [en]) a 1.033.000 mortes excessivas (segundo a pesquisa da Opinion Research Business (ORB) de 2007 [en]). Outros estudos baseados em pesquisas, abrangendo diferentes períodos de tempo, registraram 461.000 mortes totais (mais de 60% delas violentas) em junho de 2011 (segundo a PLOS Medicine 2013) e 655.000 mortes totais (mais de 90% delas violentas) em junho de 2006 (de acordo com o estudo Lancet de 2006 [en]). A contagem de corpos registrou pelo menos 110.600 mortes violentas em abril de 2009 (segundo a Associated Press). O projeto Iraq Body Count [en] documenta entre 186.901 e 210.296 mortes violentas de civis em sua tabela. Todas as estimativas de vítimas da Guerra do Iraque são objeto de contestação.

## Tabelas
As tabelas abaixo resumem os relatórios sobre os números de vítimas iraquianas.

### Pesquisas científicas
| Fonte                                                      | Estimativa de mortes violentas | Período                       |
| ---------------------------------------------------------- | --- | ----------------------------- |
| Pesquisa de saúde familiar no Iraque [en]                  | 151.000 mortes violentas. | Março de 2003 a Junho de 2006 |
| Pesquisas da Lancet sobre vítimas da Guerra do Iraque [en] | 601.027 mortes violentas de um total de 654.965 mortes em excesso.                                                                          | Março de 2003 a Junho de 2006 |
| Pesquisas da PLOS Medicine                                 | 460.000 mortes no Iraque como resultado direto ou indireto da guerra, incluindo mais de 60% das mortes diretamente atribuíveis à violência. | Março de 2003 a Junho de 2011 |

### Contagem de corpos
| Fonte                                            | Mortes documentadas por violência                 | Período                            |
| ------------------------------------------------ | ------------------------------------------------- | ---------------------------------- |
| Associated Press                                 | 110.600 mortes violentas.                         | Março de 2003 a abril de 2009      |
| Projeto Iraq Body Count [en]                     | 186.901 - 210.296 mortes de civis por violência.  | A partir de março de 2003          |
| Registros confidenciais da Guerra do Iraque [en] | 109.032 mortes, incluindo 66.081 mortes de civis. | Janeiro de 2004 a dezembro de 2009 |

#### Estimativas de mortes no Iraque por fonte
Resumo das baixas da Guerra do Iraque. As estimativas sobre o número de pessoas mortas na invasão e ocupação do Iraque variam amplamente e são objeto de grande contestação. As estimativas de baixas a seguir incluem tanto a invasão do Iraque em 2003, quanto o período pós-invasão, de 2003 até o presente [en]:
| Documentos vazados da Guerra do Iraque              | Os documentos militares secretos dos EUA, divulgados pelo WikiLeaks em outubro de 2010, registram as mortes de militares iraquianos e da Coalizão entre janeiro de 2004 e dezembro de 2009. Os documentos indicam 109.032 mortes, divididas em “Civis” (66.081 mortes), “Nação Anfitriã” (15.196 mortes), “Inimigo” (23.984 mortes) e “Amigo” (3.771 mortes). |
| Ministério da Saúde do Iraque                       | O Ministério da Saúde do governo iraquiano registrou 87.215 mortes violentas de iraquianos entre 1º de janeiro de 2005 e 28 de fevereiro de 2009. Os dados foram fornecidos na forma de uma lista anual de atestados de óbito emitidos por hospitais e necrotérios para mortes violentas. O funcionário responsável pelos dados informou à Associated Press que o ministério não possuía números para os dois primeiros anos da guerra e estimou que o número real de mortes seria 10% a 20% maior, devido ao desaparecimento de milhares de pessoas e àquelas enterradas sem registros oficiais no caos da guerra. |
| Associated Press                                    | A Associated Press afirmou que mais de 110.600 iraquianos foram mortos desde o início da guerra até abril de 2009. Esse número é compatível com a contagem do Ministério da Saúde de 87.215 mortes, de 1º de janeiro de 2005 a 28 de fevereiro de 2009, combinada com as contagens de vítimas de 2003 a 2004 e depois de 29 de fevereiro de 2009, com base em fontes hospitalares e relatórios da mídia. |
| Projeto Iraq Body Count                             | O número do projeto Iraq Body Count (IBC) de mortes de civis documentadas por violência era de 183.535 a 206.107 até abril de 2019. Esse número inclui mortes de civis causadas por ações militares da Coalizão e de insurgentes, violência sectária e o aumento da violência criminal. O site do IBC afirma que "muitas mortes provavelmente não serão reportadas ou não serão registradas pelas autoridades e pela mídia". |
| Pesquisa de saúde familiar no Iraque                | A pesquisa "Iraq Family Health Survey" da Organização Mundial da Saúde (WHO) foi realizada em 9 de janeiro de 2008. O estudo, publicado no The New England Journal of Medicine, investigou 9.345 domicílios em todo o Iraque e estimou 151.000 mortes devido à violência (com intervalo de incerteza de 95%, variando de 104.000 a 223.000) entre março de 2003 e junho de 2006. Funcionários do Ministério da Saúde do Iraque realizaram a pesquisa. |
| Opinion Research Business                           | A pesquisa da Opinion Research Business (ORB), realizada de 12 a 19 de agosto de 2007, estimou 1.033.000 mortes violentas devido à Guerra do Iraque, com um intervalo de 946.000 a 1.120.000 mortes. Aproximadamente 2.000 adultos iraquianos, representando uma amostra nacionalmente representativa, responderam se algum membro de sua família havia morrido devido à guerra. 22% dos entrevistados afirmaram que perderam um ou mais membros da família. A ORB relatou que “48% morreram de ferimentos por arma de fogo, 20% devido ao impacto de um carro-bomba, 9% por bombardeios aéreos, 6% como resultado de um acidente e 6% por outras explosões/ordens". |
| Organização das Nações Unidas                       | A Organização das Nações Unidas informaram que 34.452 mortes violentas ocorreram em 2006, com base em dados de necrotérios, hospitais e autoridades municipais em todo o Iraque. |
| Estudos da Lancet [en]                              | O estudo da Lancet estimou 654.965 mortes em excesso até o final de junho de 2006, com base em dados de pesquisas domiciliares. A estimativa inclui todas as mortes violentas e não violentas em excesso, como aquelas causadas pelo aumento da ilegalidade, infraestrutura degradada e falta de assistência médica. Estima-se que 601.027 mortes (intervalo de 426.369 a 793.663, com intervalo de confiança de 95%) foram causadas por violência. Dessas, 31% foram atribuídas à Coalizão, 24% a outros e 46% são desconhecidas. As causas das mortes violentas foram: tiro (56%), carro-bomba (13%), outra explosão/ordem (14%), ataque aéreo (13%), acidente (2%) e desconhecido (2%). Uma cópia de um atestado de óbito estava disponível para uma grande proporção das mortes relatadas (92% dos domicílios pesquisados apresentaram um atestado). |
| Estudo da PLOS Medicine                             | O estudo da PLOS Medicine, que estima aproximadamente 460.000 mortes em excesso até o final de junho de 2011, baseia-se em dados de pesquisas domiciliares que incluem mais de 60% das mortes diretamente atribuíveis à violência. A estimativa abrange todas as mortes violentas e não violentas em excesso, incluindo aquelas causadas pelo aumento da ilegalidade, pela degradação da infraestrutura, pela falta de assistência médica, entre outras. Estima-se que 405.000 mortes (com intervalo de 48.000 a 751.000, usando um intervalo de confiança de 95%) foram excessivas e atribuíveis ao conflito. O estudo indicou que ocorreram pelo menos 55.000 mortes adicionais que não foram detectadas pela pesquisa, pois as famílias haviam migrado para fora do Iraque. A pesquisa concluiu que mais de 60% das mortes excessivas foram causadas pela violência, e o restante foi resultado indireto da guerra, devido à degradação da infraestrutura e a causas semelhantes. O estudo observa que, embora os carros-bomba tenham recebido mais destaque na imprensa internacional, os ferimentos por arma de fogo foram responsáveis pela maioria das mortes violentas (63%). O estudo também estimou que 35% das mortes violentas foram atribuídas à Coalizão e 32% às milícias. As doenças cardiovasculares foram responsáveis por cerca de metade (47%) das mortes não violentas, seguidas por doenças crônicas (11%), mortes de bebês ou crianças que não foram feridas (12,4%), ferimentos fora da guerra (11%) e câncer (8%). |
| Ali al-Shemari [en](ex-ministro da Saúde do Iraque) | Em relação às mortes relacionadas à guerra (tanto civis quanto não civis) e às mortes causadas por gangues criminosas, o Ministro da Saúde do Iraque, Ali al-Shemari [en], afirmou que, desde a invasão de março de 2003, entre 100.000 e 150.000 iraquianos haviam sido mortos. Ele afirmou, em 9 de novembro de 2006, que baseou seu número na estimativa de 100 corpos por dia trazidos para necrotérios e hospitais, embora esse cálculo levasse o total a cerca de 130.000. |
| Projeto Costs of War [en]                           | O Projeto Costs of War, que reúne uma equipe de 35 acadêmicos, especialistas jurídicos, profissionais de direitos humanos e médicos, com o apoio da Universidade Brown e do Watson Institute for International and Public Affairs [en], estimou que entre 268.000 e 295.000 pessoas foram mortas pela violência durante a guerra do Iraque de março de 2003 a outubro de 2018. Isso inclui entre 182.272 e 204.575 civis, conforme os números do Iraq Body Count. Os números de mortes violentas de civis são considerados uma "subestimação". |

#### Estimativas de mortes por grupo
| Forças de Segurança do Iraque (alinhadas com a Coalizão) | De junho de 2003 a 31 de dezembro de 2010, foram registradas 16.623 mortes de militares e policiais iraquianos, de acordo com várias estimativas. O Iraq Index da Brookings Institution mantém um total de baixas das Forças de Segurança do Iraque (ISFs). Também há um detalhamento das baixas das ISFs no site iCasualties.org [en]. |
| Insurgentes iraquianos                                   | De junho de 2003 a 30 de setembro de 2011, foram registradas entre 26.320 e 27.000+ mortes de insurgentes iraquianos, de acordo com várias estimativas. |
| Profissionais da mídia e de ajuda humanitária            | 136 jornalistas e 51 trabalhadores de apoio à mídia foram mortos em serviço, conforme os números listados nas páginas das fontes em 24 de fevereiro de 2009. Além disso, 94 trabalhadores humanitários foram mortos, segundo um artigo da Reuters publicado em 21 de novembro de 2007. |
| Forças armadas dos EUA                                   | Em 19 de julho de 2021, de acordo com o site de baixas do Departamento de Defesa dos EUA, havia um total de 4.431 mortes (incluindo mortos em ação e não hostis) e 31.994 feridos em ação (WIA) como resultado da Guerra do Iraque. Como parte da Operação Novo Amanhecer, que teve início em 1º de setembro de 2010, houve um total de 74 mortes (incluindo KIA e não hostis) e 298 WIA. Consulte as referências para um detalhamento dos feridos, lesionados, doentes, aqueles que retornaram ao serviço (RTD), aqueles que precisaram de transporte aéreo médico, transportes aéreos médicos não relacionados a hostis, lesões não hostis, doenças ou outros motivos médicos. |
| Mortes da coalizão por fogo hostil                       | Em 23 de outubro de 2011, as mortes por fogo hostil representavam 3.777 do total de 4.799 mortes militares da coalizão. |
| Forças armadas de outros países da coalizão              | Em 24 de fevereiro de 2009, havia 318 mortes nas forças armadas de outros países da coalizão: 179 mortes do Reino Unido e 139 mortes de outras nações. A distribuição dessas mortes é a seguinte: - Austrália: 2 - Azerbaijão: 1 - Bulgária: 13 - República Tcheca: 1 - Dinamarca: 7 - El Salvador: 5 - Estônia: 2 - Fiji: 1 - Geórgia: 5 - Hungria: 1 - Itália: 33 - Cazaquistão: 1 - Letônia: 3 - Países Baixos: 2 - Polônia: 30 - Portugal: 1 - Romênia: 4 - Eslováquia: 4 - Coreia do Sul: 1 - Espanha: 11 - Tailândia: 2 - Ucrânia: 18 - Reino Unido: 179 |
| Forças militares privadas                                | Foram registradas pelo menos 1.487 mortes de empreiteiros entre março de 2003 e junho de 2011, de acordo com a lista de mortes de forças militares privadas no Iraque [en]. Desses, 245 eram cidadãos dos EUA. As forças militares privadas incluem americanos, iraquianos e trabalhadores de mais de três dúzias de outros países. Além disso, foram registrados 10.569 feridos ou lesionados. Os militares privados realizavam tarefas como preparar refeições, lavar roupas, consertar a infraestrutura, traduzir documentos, analisar inteligência, guardar prisioneiros, proteger comboios militares, entregar água na Zona Verde fortemente fortificada e atuar como sentinelas em prédios, muitas vezes desempenhando funções altamente perigosas, quase idênticas às de muitas tropas dos EUA. Um artigo do Los Angeles Times de 4 de julho de 2007 relatou que 182.000 funcionários de empreiteiras e subempreiteiras financiadas pelo governo dos EUA estavam no Iraque (118.000 iraquianos, 43.000 de outras nacionalidades e 21.000 norte-americanos). |

#### Estimativas de lesões no Iraque por fonte
| Ministério dos Direitos Humanos do Iraque             | O Ministério dos Direitos Humanos do governo iraquiano registrou 250.000 feridos iraquianos entre 2003 e 2012. Anteriormente, o ministério havia informado que 147.195 feridos foram registrados no período de 2004 a 2008. |
| Documentos vazados da Guerra do Iraque                | Documentos militares secretos dos EUA, divulgados pelo WikiLeaks em outubro de 2010, registraram 176.382 feridos, incluindo 99.163 feridos civis, entre janeiro de 2004 e dezembro de 2009. |
| Projeto Iraq Body Count                               | O projeto Iraq Body Count informou que houve pelo menos 20.000 feridos civis nos primeiros meses da guerra, entre março e julho de 2003. Um relatório de acompanhamento observou que pelo menos 42.500 civis foram feridos nos dois primeiros anos da guerra, entre março de 2003 e março de 2005.                             |
| Missão de Assistência das Nações Unidas para o Iraque | A Missão de Assistência das Nações Unidas para o Iraque (UNAMI) informou que houve 36.685 feridos iraquianos durante o ano de 2006. |
| Ministério da Saúde do Iraque                         | O Ministério da Saúde do governo iraquiano informou que 38.609 iraquianos sofreram ferimentos durante o ano de 2007, com base em estatísticas derivadas dos registros oficiais dos departamentos de saúde iraquianos. Bagdá teve o maior número de feridos (18.335), seguida por Nínive (6.217), Basra (1.387) e Kirkuk (655). |

## Estatísticas adicionais sobre a Guerra do Iraque

### Overview of casualties by type
| Mortos     | Mortos                                                | Mortos | Mortos      | Mortos             |
| ---------- | ----------------------------------------------------- | --- | ----------- | ------------------ |
| Iraquianos | Acontecido                                            | Data | Fatalidades | Fonte              |
| Iraquianos | O mais mortal atentado a bomba de um único insurgente | 14 de agosto de 2007. Caminhões-bomba - bombardeios nas comunidades yazidis em 2007 (no noroeste do Iraque) | 796         | [ 80 ]             |
| Iraquianos | Outros dias mortais                                   | 23 de novembro de 2006                                                                                      | 281         | [ 81 ] [ Notas 1 ] |
| Iraquianos | Outros dias mortais                                   | 18 de abril de 2007                                                                                         | 233         | [ 81 ] [ Notas 1 ] |

| In March 2003, U.S. military personnel were wounded in action at an average rate of about 350 per month. By September 2007, this rate had increased to about 675 per month.                              |
| As of September 30, 2006, 725 American troops had lost limbs due to wounds received in Iraq and Afghanistan.                                                                                             |
| A 2006 study by the Walter Reed Army Medical Center [en], which treats more critically injured soldiers than most VA hospitals, concluded that 62 percent of patients there had suffered a brain injury. |
| As of January 12, 2007, 500 U.S. troops have undergone amputations due to injuries sustained during the Iraq War. This figure excludes amputations of toes and fingers.                                  |

| Militares dos EUA      | número desconhecido | [ 85 ] [ Notas 2 ] |
| Combatentes iraquianos | número desconhecido |                    |

| Em 4 de novembro de 2006, o Alto Comissariado das Nações Unidas para Refugiados estimou que 1,8 milhão de iraquianos foram deslocados para países vizinhos e 1,6 milhão foram deslocados internamente, com quase 100.000 iraquianos fugindo para a Síria e a Jordânia a cada mês. |

## Vítimas da invasão no Iraque
Franks supostamente estimou, logo após a invasão, que houve 30.000 baixas iraquianas em 9 de abril de 2003. Esse número foi extraído da transcrição de uma entrevista de outubro de 2003 do Secretário de Defesa dos EUA, Donald Rumsfeld, com o jornalista Bob Woodward. No entanto, nenhum dos dois conseguiu se lembrar claramente do número, nem se ele se referia apenas a mortes ou a mortos e feridos.
Um artigo do Guardian de 28 de maio de 2003 relatou que, “extrapolando as taxas de mortalidade entre 3% e 10% encontradas nas unidades ao redor de Bagdá, chega-se a um número entre 13.500 e 45.000 mortos entre tropas e paramilitares.” Outro estudo, de 20 de outubro de 2003, do Project on Defense Alternatives do Commonwealth Institute em Cambridge, Massachusetts, estimou que, entre 19 de março de 2003 e 30 de abril de 2003, ocorreram “prováveis mortes de aproximadamente 11.000 a 15.000 iraquianos, incluindo aproximadamente 3.200 a 4.300 civis não combatentes.”
O projeto Iraq Body Count (IBC) documentou um número maior de mortes de civis até o final da fase de combate principal (1º de maio de 2003). Em um relatório de 2005, usando informações atualizadas, o IBC relatou que 7.299 civis foram mortos, principalmente pelas forças aéreas e terrestres dos EUA. Houve 17.338 feridos civis até 1º de maio de 2003. O IBC afirma que seus números provavelmente são subestimados, pois “muitas mortes provavelmente não serão relatadas ou não serão registradas pelas autoridades e pela mídia.”

## Vítimas civis iraquianas

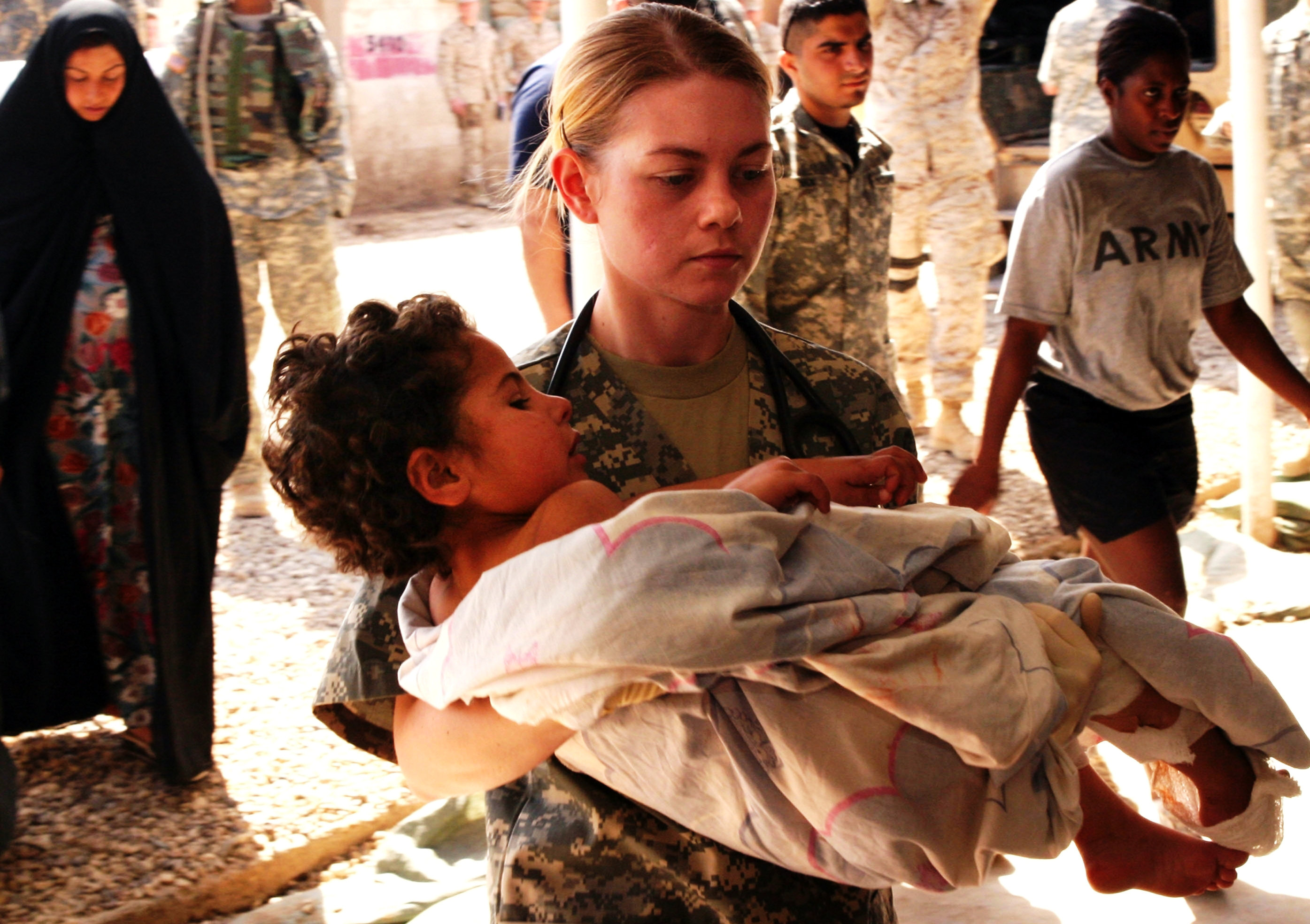
Um soldado carrega uma criança iraquiana ferida para o Centro Médico Charlie em Camp Ramadi, Iraque (20 de março de 2007)

### Projeto Iraq Body Count (IBC)
O Projeto Iraq Body Count (IBC), um grupo independente britânico-americano, compila as mortes de civis iraquianos relatadas como resultado da guerra desde a invasão de 2003, incluindo a consequente insurgência e guerra civil. Isso abrange mortes causadas diretamente pela ação militar da coalizão, pelas forças militares iraquianas, pela insurgência iraquiana e aquelas resultantes de crimes. O IBC sustenta que a autoridade ocupante tem a responsabilidade de evitar tais mortes, de acordo com a lei internacional.
Até junho de 2020, o projeto IBC registrou em seu banco de dados um total de pelo menos 185.194 a 208.167 mortes violentas de civis. O IBC compila seus números com base em uma "pesquisa abrangente da mídia comercial e relatórios de ONGs, juntamente com registros oficiais divulgados na esfera pública". Os relatórios variam desde relatos específicos baseados em incidentes até números provenientes de hospitais, necrotérios e outras agências de coleta de dados documentais. O IBC também teve acesso às revelações do WikiLeaks sobre os registros da Guerra do Iraque.

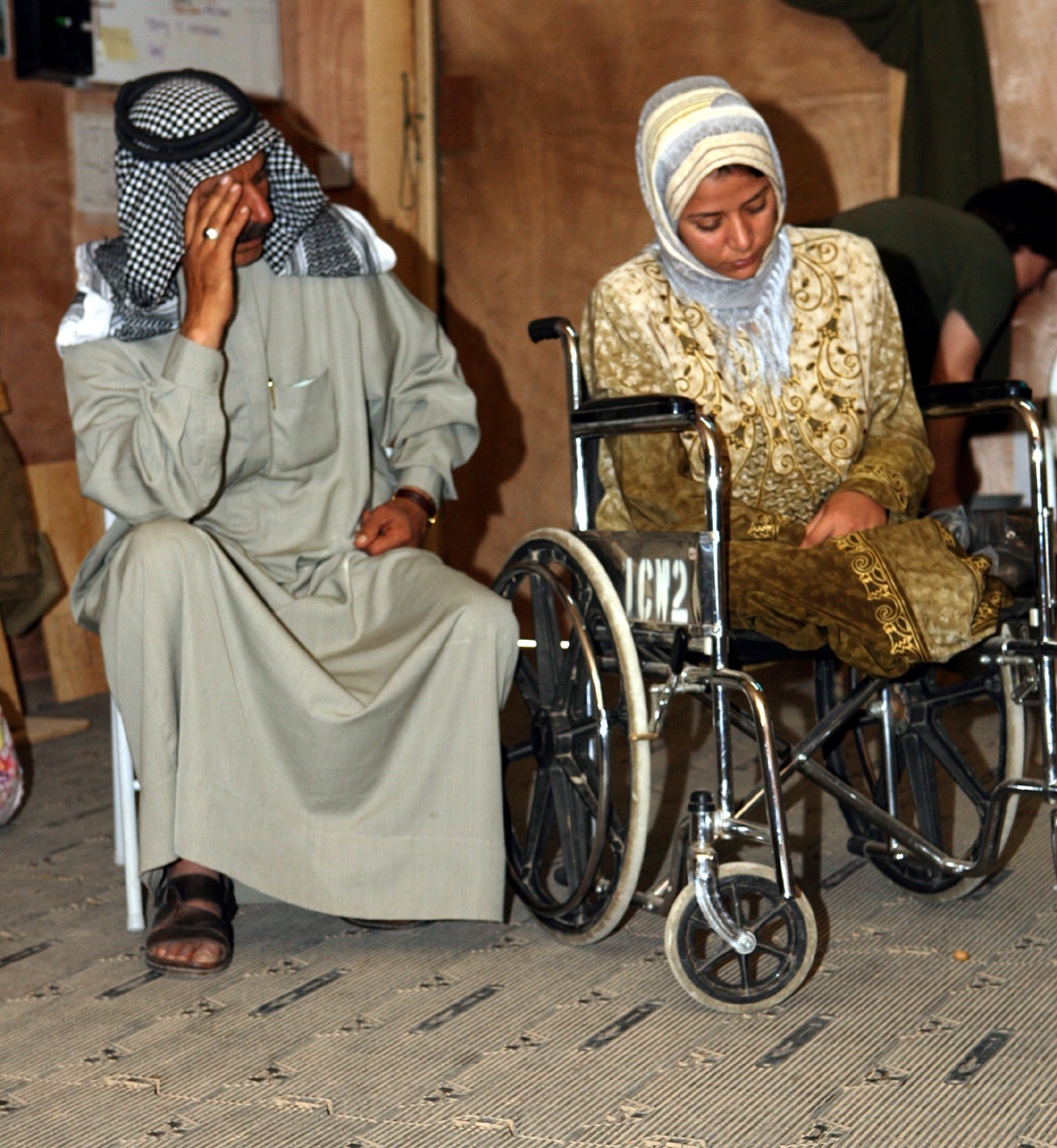
Uma mulher iraquiana de 28 anos, deficiente, perdeu as duas pernas durante as operações de combate (7 de maio de 2006)

Os dados do projeto IBC indicam que o tipo de ataque que resultou no maior número de mortes de civis foi a execução após sequestro ou captura, representando 33% das mortes de civis, sendo que 29% dessas mortes envolveram tortura. As causas de morte mais comuns a seguir foram: tiros de armas pequenas (20%), bombas suicidas (14%), veículos-bomba (9%), bombas de beira de estrada (5%) e ataques aéreos (5%).
O projeto IBC informou que, até o final da fase de combate principal da invasão, em 30 de abril de 2003, 7.419 civis haviam sido mortos, principalmente pelas forças aéreas e terrestres dos EUA.
Em um relatório detalhando as mortes registradas entre março de 2003 e março de 2005, o projeto IBC documentou 24.865 mortes de civis. O relatório aponta que os EUA e seus aliados foram responsáveis pela maior parte das mortes (37%), com 9.270 vítimas. As mortes restantes foram atribuídas a forças anti-ocupação (9%), crime (36%) e agentes desconhecidos (11%). O relatório também lista as fontes primárias usadas pela mídia, como necrotérios, médicos, autoridades iraquianas, testemunhas oculares, polícia, parentes, coalizão dos EUA, jornalistas, organizações não governamentais (ONGs), amigos/associados e outros.
De acordo com uma avaliação de 2010 feita por John Sloboda, diretor do Iraq Body Count, 150.000 pessoas, incluindo 122.000 civis, foram mortas na Guerra do Iraque, sendo que as forças dos EUA e da Coalizão foram responsáveis por pelo menos 22.668 insurgentes e 13.807 civis. O restante dos civis foi morto por insurgentes, milícias ou terroristas.
O projeto IBC foi criticado por alguns, incluindo acadêmicos, que acreditam que ele contabiliza apenas uma pequena porcentagem das mortes reais devido à sua dependência de fontes da mídia. O diretor do projeto IBC, John Sloboda, declarou: “Sempre dissemos que nosso trabalho é uma subcontagem; não é possível esperar que uma análise baseada na mídia consiga registrar todas as mortes.” No entanto, o projeto IBC rejeita muitas dessas críticas como exageradas ou mal informadas.
De acordo com um artigo da Lancet de 2013, o Iraq Body Count é descrito como “uma abordagem on-line e centrada na mídia, não revisada por pares, mas inovadora, que conta passivamente as mortes de civis não combatentes à medida que são registradas na mídia e nos relatórios de necrotérios disponíveis. Na vigilância passiva, nenhum esforço especial é feito para encontrar as mortes não registradas. A equipe voluntária que coleta dados para o IBC arriscou críticas de que seus dados são inherentemente tendenciosos devido à escassez ou ausência de verificação independente, variação nas fontes originais de informação e subestimação da mortalidade por violência... Nos círculos de pesquisa, os métodos de pesquisa de amostragem por grupos de corte transversal aleatório são considerados um método epidemiológico mais rigoroso em ambientes de conflito.”

#### Mortes de civis por perpetrador
Em 2011, o Projeto Iraq Body Count (IBC) publicou dados na PLOS Medicine sobre as mortes de civis no Iraque entre 2003 e 2008, classificadas por perpetrador e causa da morte. O estudo dividiu as mortes de civis por perpetrador nas seguintes categorias:
- 74% de perpetradores não identificados: definidos como "aqueles que têm como alvo civis (ou seja, não há um alvo militar identificável), parecendo indistinguíveis de civis. Por exemplo, um homem-bomba disfarçado de civil em um mercado. Os perpetradores não identificados no Iraque incluem combatentes sectários e combatentes anti-coalizão que mantêm uma aparência civil enquanto atacam civis."
- 11% de forças anti-coalizão: definidas como "combatentes não uniformizados identificados por ataques a alvos da coalizão durante o evento". Combatentes anti-coalizão, no caso de atacarem apenas civis, seriam classificados na categoria "perpetrador não identificado".
- 12% das forças da coalizão: identificadas por uniformes ou pelo uso de ataques aéreos.

### Tabela IBC de mortes violentas de civis
A seguir estão os totais anuais de mortes violentas de civis do Projeto Iraq Body Count (IBC), divididos por mês, desde o início de 2003. A tabela abaixo foi copiada de forma irregular da página de origem e, portanto, logo ficará desatualizada, uma vez que os dados são atualizados continuamente na fonte. Em 12 de junho de 2023, a parte superior da página do banco de dados do IBC indicava 186.901 - 210.296 "Documented civilian deaths from violence" (Mortes de civis documentadas por violência). A mesma página também observava: "As lacunas nos registros e relatórios sugerem que mesmo nossos totais mais altos até o momento podem não refletir todas as mortes de civis por violência."
| Mortes mensais de civis por violência, a partir de 2003 | Mortes mensais de civis por violência, a partir de 2003 | Mortes mensais de civis por violência, a partir de 2003 | Mortes mensais de civis por violência, a partir de 2003 | Mortes mensais de civis por violência, a partir de 2003 | Mortes mensais de civis por violência, a partir de 2003 | Mortes mensais de civis por violência, a partir de 2003 | Mortes mensais de civis por violência, a partir de 2003 | Mortes mensais de civis por violência, a partir de 2003 | Mortes mensais de civis por violência, a partir de 2003 | Mortes mensais de civis por violência, a partir de 2003 | Mortes mensais de civis por violência, a partir de 2003 | Mortes mensais de civis por violência, a partir de 2003 | Mortes mensais de civis por violência, a partir de 2003 |
|                                                         | Jan                                                     | Fev                                                     | Mar                                                     | Abr                                                     | Mai                                                     | Jun                                                     | Jul                                                     | Ago                                                     | Set                                                     | Out                                                     | Nov                                                     | Dez                                                     | Total anual                                             |
| ------------------------------------------------------- | ------------------------------------------------------- | ------------------------------------------------------- | ------------------------------------------------------- | ------------------------------------------------------- | ------------------------------------------------------- | ------------------------------------------------------- | ------------------------------------------------------- | ------------------------------------------------------- | ------------------------------------------------------- | ------------------------------------------------------- | ------------------------------------------------------- | ------------------------------------------------------- | ------------------------------------------------------- |
| 2003                                                    | 3                                                       | 2                                                       | 3986                                                    | 3448                                                    | 545                                                     | 597                                                     | 646                                                     | 833                                                     | 566                                                     | 515                                                     | 487                                                     | 524                                                     | 12,152                                                  |
| 2004                                                    | 610                                                     | 663                                                     | 1004                                                    | 1303                                                    | 655                                                     | 910                                                     | 834                                                     | 878                                                     | 1042                                                    | 1033                                                    | 1676                                                    | 1129                                                    | 11,737                                                  |
| 2005                                                    | 1222                                                    | 1297                                                    | 905                                                     | 1145                                                    | 1396                                                    | 1347                                                    | 1536                                                    | 2352                                                    | 1444                                                    | 1311                                                    | 1487                                                    | 1141                                                    | 16,583                                                  |
| 2006                                                    | 1546                                                    | 1579                                                    | 1957                                                    | 1805                                                    | 2279                                                    | 2594                                                    | 3298                                                    | 2865                                                    | 2567                                                    | 3041                                                    | 3095                                                    | 2900                                                    | 29,526                                                  |
| 2007                                                    | 3035                                                    | 2680                                                    | 2728                                                    | 2573                                                    | 2854                                                    | 2219                                                    | 2702                                                    | 2483                                                    | 1391                                                    | 1326                                                    | 1124                                                    | 997                                                     | 26,112                                                  |
| 2008                                                    | 861                                                     | 1093                                                    | 1669                                                    | 1317                                                    | 915                                                     | 755                                                     | 640                                                     | 704                                                     | 612                                                     | 594                                                     | 540                                                     | 586                                                     | 10,286                                                  |
| 2009                                                    | 372                                                     | 409                                                     | 438                                                     | 590                                                     | 428                                                     | 564                                                     | 431                                                     | 653                                                     | 352                                                     | 441                                                     | 226                                                     | 478                                                     | 5,382                                                   |
| 2010                                                    | 267                                                     | 305                                                     | 336                                                     | 385                                                     | 387                                                     | 385                                                     | 488                                                     | 520                                                     | 254                                                     | 315                                                     | 307                                                     | 218                                                     | 4,167                                                   |
| 2011                                                    | 389                                                     | 254                                                     | 311                                                     | 289                                                     | 381                                                     | 386                                                     | 308                                                     | 401                                                     | 397                                                     | 366                                                     | 288                                                     | 392                                                     | 4,162                                                   |
| 2012                                                    | 531                                                     | 356                                                     | 377                                                     | 392                                                     | 304                                                     | 529                                                     | 469                                                     | 422                                                     | 400                                                     | 290                                                     | 253                                                     | 299                                                     | 4,622                                                   |
| 2013                                                    | 357                                                     | 360                                                     | 403                                                     | 545                                                     | 888                                                     | 659                                                     | 1145                                                    | 1013                                                    | 1306                                                    | 1180                                                    | 870                                                     | 1126                                                    | 9,852                                                   |
| 2014                                                    | 1097                                                    | 972                                                     | 1029                                                    | 1037                                                    | 1100                                                    | 4088                                                    | 1580                                                    | 3340                                                    | 1474                                                    | 1738                                                    | 1436                                                    | 1327                                                    | 20,218                                                  |
| 2015                                                    | 1490                                                    | 1625                                                    | 1105                                                    | 2013                                                    | 1295                                                    | 1355                                                    | 1845                                                    | 1991                                                    | 1445                                                    | 1297                                                    | 1021                                                    | 1096                                                    | 17,578                                                  |
| 2016                                                    | 1374                                                    | 1258                                                    | 1459                                                    | 1192                                                    | 1276                                                    | 1405                                                    | 1280                                                    | 1375                                                    | 935                                                     | 1970                                                    | 1738                                                    | 1131                                                    | 16,393                                                  |
| 2017                                                    | 1119                                                    | 982                                                     | 1918                                                    | 1816                                                    | 1871                                                    | 1858                                                    | 1498                                                    | 597                                                     | 490                                                     | 397                                                     | 346                                                     | 291                                                     | 13,183                                                  |
| 2018                                                    | 474                                                     | 410                                                     | 402                                                     | 303                                                     | 229                                                     | 209                                                     | 230                                                     | 201                                                     | 241                                                     | 305                                                     | 160                                                     | 155                                                     | 3,319                                                   |
| 2019                                                    | 323                                                     | 271                                                     | 123                                                     | 140                                                     | 167                                                     | 130                                                     | 145                                                     | 93                                                      | 151                                                     | 361                                                     | 274                                                     | 215                                                     | 2,393                                                   |
| 2020                                                    | 114                                                     | 148                                                     | 73                                                      | 52                                                      | 74                                                      | 64                                                      | 49                                                      | 82                                                      | 54                                                      | 70                                                      | 74                                                      | 54                                                      | 908                                                     |
| 2021                                                    | 64                                                      | 56                                                      | 49                                                      | 66                                                      | 49                                                      | 46                                                      | 87                                                      | 60                                                      | 41                                                      | 65                                                      | 23                                                      | 63                                                      | 669                                                     |
| 2022                                                    | 62                                                      | 46                                                      | 42                                                      | 31                                                      | 82                                                      | 44                                                      | 67                                                      | 80                                                      | 68                                                      | 63                                                      | 65                                                      | 90                                                      | 740                                                     |
| 2023                                                    | 56                                                      | 52                                                      | 76                                                      | 85                                                      | 45                                                      |                                                         |                                                         |                                                         |                                                         |                                                         |                                                         |                                                         | 314                                                     |

### People's Kifah
O partido político iraquiano People's Kifah, ou Luta contra a Hegemonia (PK), afirmou que sua pesquisa, realizada entre março e junho de 2003 nas áreas não curdas do Iraque, registrou 36.533 civis mortos nessas regiões até junho de 2003. Embora o porta-voz da PK tenha fornecido totais detalhados cidade por cidade, os detalhes sobre a metodologia utilizada são limitados e os dados brutos não estão disponíveis publicamente. Um relatório menos detalhado sobre esse estudo foi publicado alguns meses depois no site da Al Jazeera, cobrindo as baixas até outubro de 2003.

## Crise dos refugiados iraquianos
Estima-se que cerca de 40% da classe média iraquiana tenha fugido, conforme informado pela ONU em 2007. A maioria dessas pessoas está deixando o país devido à perseguição sistemática e não deseja retornar. Pessoas de diferentes profissões, como professores universitários e padeiros, foram alvos de milícias, insurgentes iraquianos e criminosos. De acordo com a Human Rights Watch, estima-se que 331 professores tenham sido assassinados nos primeiros quatro meses de 2006, e pelo menos 2.000 médicos iraquianos foram mortos, com 250 sequestrados, desde a invasão dos EUA em 2003.

## Baixas militares da coalizão
Desde a entrega oficial do poder ao Governo Provisório do Iraque em 28 de junho de 2004, os soldados da coalizão continuaram a ser atacados em diversas cidades do país. O total combinado de baixas da coalizão e de contratados no conflito é atualmente dez vezes maior do que o da Guerra do Golfo de 1990-1991. Na Guerra do Golfo, as forças da coalizão sofreram cerca de 378 mortes, enquanto os militares iraquianos perderam dezenas de milhares de vidas, além de milhares de civis. A National Public Radio, o iCasualties.org e o GlobalSecurity.org apresentam gráficos mensais das mortes das tropas americanas na Guerra do Iraque.

### Tropas doentes, feridas ou lesionadas

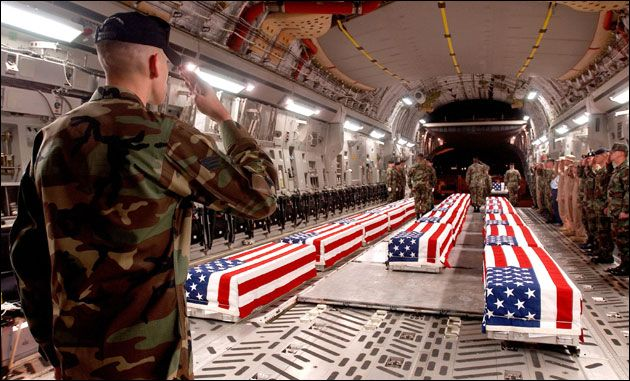
A maioria das baixas americanas, como estas em um avião de transporte militar C-17, retorna à Base da Força Aérea de Dover, em Dover, Delaware

Em 29 de agosto de 2006, o The Christian Science Monitor relatou: “Devido às novas armaduras e aos avanços na medicina militar, por exemplo, a proporção de mortes em zonas de combate em relação aos feridos caiu de 24% no Vietnã para 13% no Iraque e no Afeganistão. Em outras palavras, o número de mortos como porcentagem do total de baixas é menor.”
Muitos veteranos norte-americanos da Guerra do Iraque relataram uma série de problemas de saúde graves, incluindo tumores, sangue na urina e nas fezes, disfunção sexual, enxaquecas, espasmos musculares frequentes e outros sintomas semelhantes aos da “síndrome da Guerra do Golfo”, que afetaram muitos veteranos da Guerra do Golfo de 1991. Alguns acreditam que esses sintomas podem estar relacionados ao uso de urânio empobrecido radioativo pelos EUA.

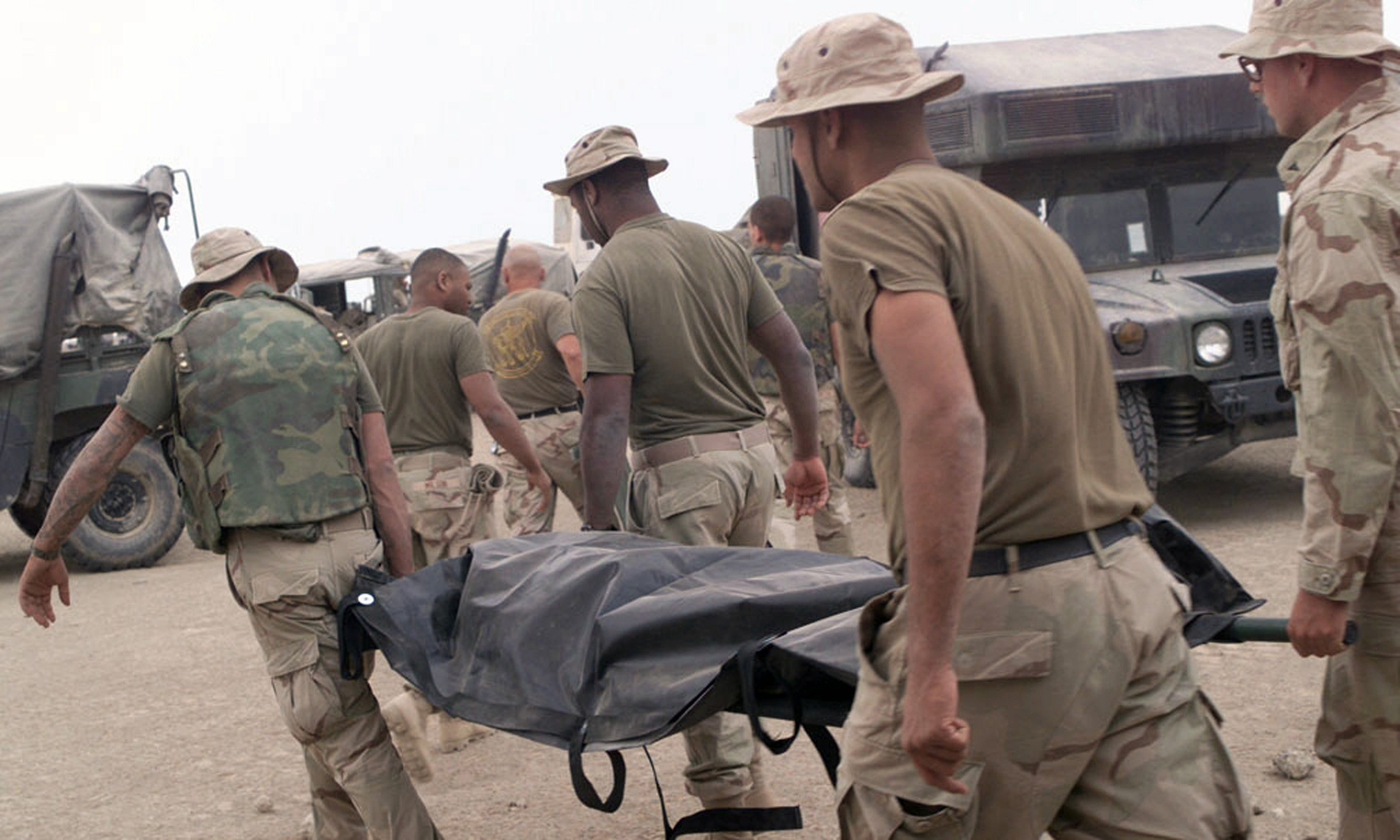
Um fuzileiro naval dos EUA morto em abril de 2003 é carregado após receber sua extrema-unção

Um estudo com veteranos dos EUA, publicado em julho de 2004 no The New England Journal of Medicine, sobre transtorno de estresse pós-traumático (TEPT) e outros transtornos mentais em veteranos do Iraque e do Afeganistão, constatou que de 5% a 9,4% (dependendo do rigor da definição de TEPT utilizada) sofriam de TEPT antes da mobilização. Após a mobilização, de 6,2% a 19,9% sofriam de TEPT. Para a definição ampla de TEPT, isso representa um aumento de 10,5% (19,9% - 9,4% = 10,5%). Isso equivale a 10.500 casos adicionais de TEPT para cada 100.000 soldados americanos que serviram no Iraque. A ePluribus Media, um coletivo independente de jornalismo cidadão, está rastreando e catalogando incidentes possíveis, prováveis ou confirmados de casos pós-implantação ou em zonas de combate relatados pela imprensa em sua PTSD Timeline (Linha do Tempo do TEPT).

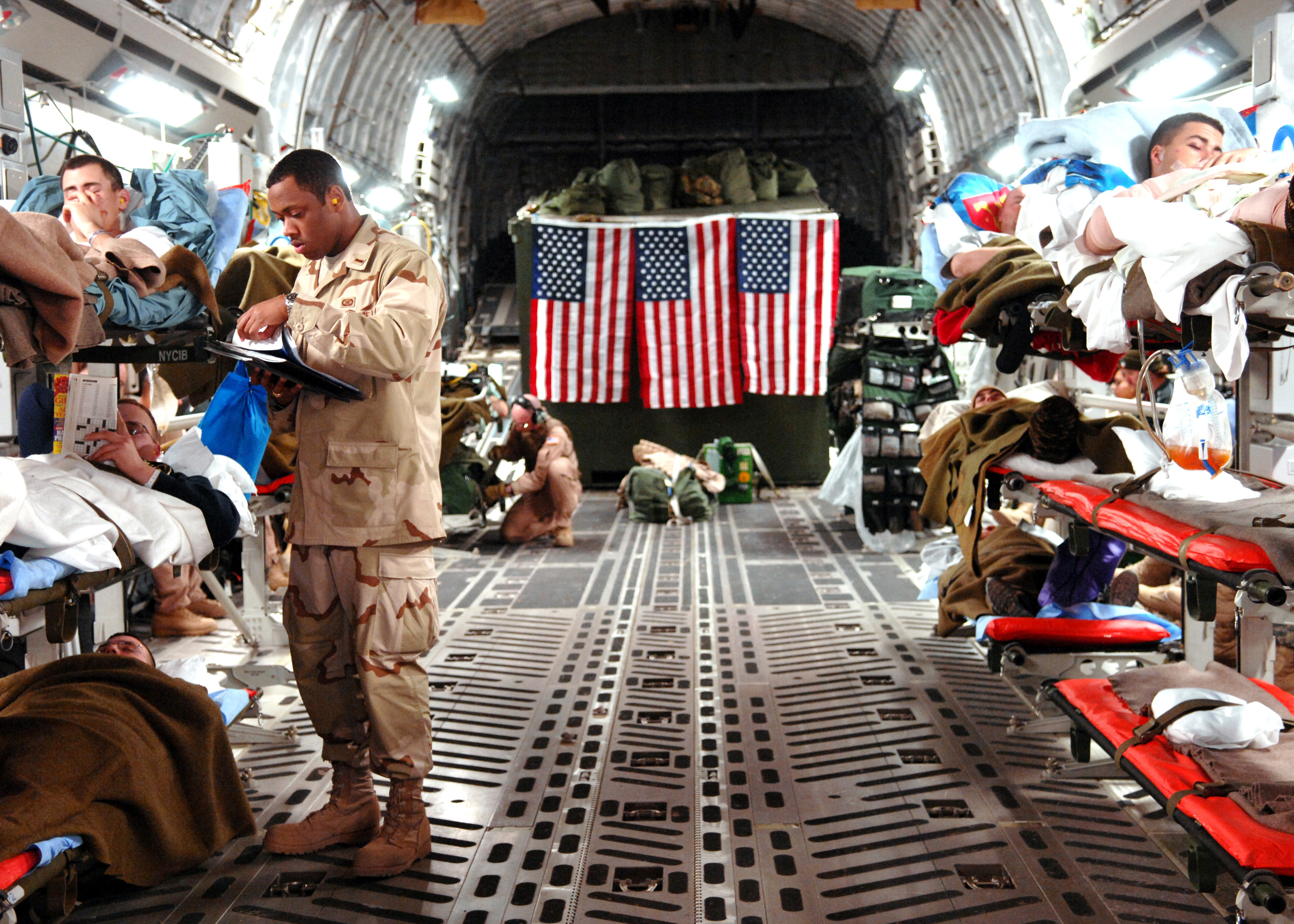
Pessoal ferido dos EUA transportado do Iraque para a Base Aérea de Ramstein, na Alemanha, para tratamento médico (Fevereiro de 2007)

As informações sobre ferimentos sofridos por tropas de outros países da coalizão são menos disponíveis, mas uma declaração em Hansard [en] indicou que 2.703 soldados do Reino Unido haviam sido evacuados do Iraque por ferimentos ou lesões até 4 de outubro de 2004, e que 155 soldados britânicos foram feridos em combate na invasão inicial.
A leishmaniose foi relatada por tropas dos EUA estacionadas no Iraque, incluindo a leishmaniose visceral. A doença, transmitida pela picada de pulgas da areia (Phlebotominae), foi diagnosticada em centenas de tropas dos EUA, em comparação com apenas 32 durante a primeira Guerra do Golfo.

### Acidentes e negligência
Em agosto de 2008, dezesseis soldados americanos morreram devido a eletrocussão acidental no Iraque, conforme informado pelo Departamento de Defesa. Um soldado foi eletrocutado enquanto tomava banho, enquanto outro morreu após ser eletrocutado em uma piscina. A KBR, a empreiteira responsável, havia sido alertada por funcionários sobre práticas inseguras e foi criticada após as revelações.

### Polêmica daNightline
Ted Koppel [en], apresentador do programa Nightline [en] da ABC, dedicou todo o seu programa, em 30 de abril de 2004, à leitura dos nomes de 721 dos 737 soldados americanos que haviam morrido até então no Iraque. (O programa não conseguiu confirmar os dezesseis nomes restantes.) Alegando que a transmissão foi "motivada por uma agenda política destinada a minar os esforços dos Estados Unidos no Iraque", o Sinclair Broadcast Group [en] tomou a decisão de impedir que as sete estações afiliadas à rede ABC sob seu controle transmitissem o programa. A decisão de censurar a transmissão gerou críticas de diversos setores, incluindo membros das forças armadas, opositores da guerra, MoveOn.org e, principalmente, o senador republicano dos EUA John McCain, que condenou a medida como "antipatriótica" e "um grande desserviço ao público".

### Amputados

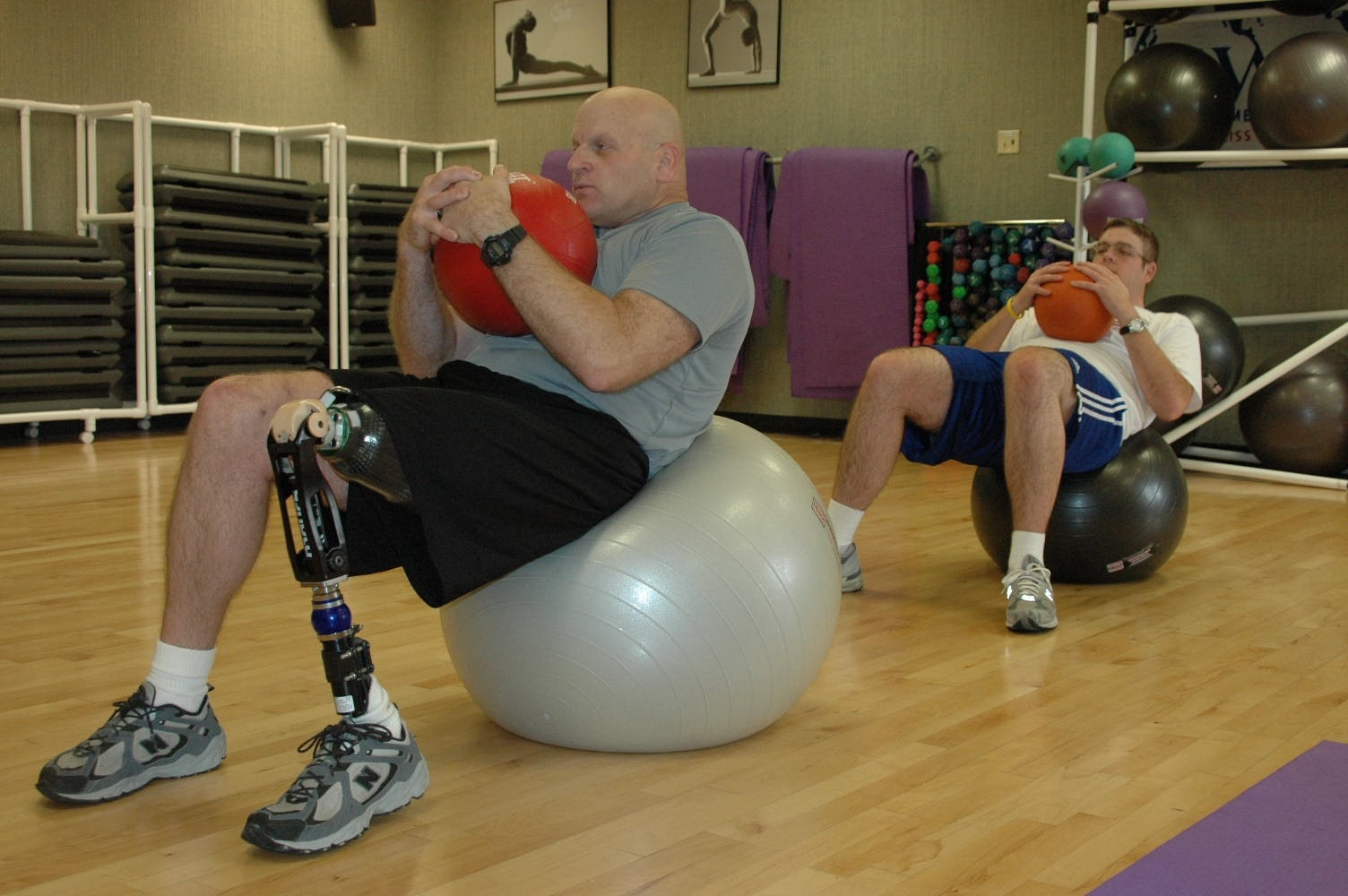
Soldado americano amputado (fevereiro de 2007)

Em 18 de janeiro de 2007, havia pelo menos 500 americanos que sofreram amputações devido à Guerra do Iraque. Em 2016, o número foi estimado em 1.650 soldados americanos. A estimativa de 2007 indicava que os amputados representavam 2,2% dos 22.700 soldados americanos feridos em ação (5% para os soldados cujos ferimentos os impediram de retornar ao serviço).

### Lesões cerebrais traumáticas
Em março de 2009, o Pentágono estimou que 360.000 veteranos americanos dos conflitos do Iraque e do Afeganistão poderiam ter sofrido lesões cerebrais traumáticas (TCE), incluindo entre 45.000 e 90.000 veteranos com sintomas persistentes que exigem cuidados especializados.
Em fevereiro de 2007, um especialista do Departamento de Assuntos dos Veteranos estimou que o número de TCEs não diagnosticados superava 7.500. De acordo com o USA Today, em novembro de 2007, estimava-se que mais de 20.000 soldados norte-americanos apresentavam sinais de lesões cerebrais, mas não foram classificados como feridos durante os combates no Iraque e no Afeganistão.

### Doença mental e suicídio
Em março de 2008, o Coronel Charles Hoge, um dos principais psiquiatras do Exército dos EUA, afirmou que cerca de 30% das tropas em seu terceiro destacamento apresentavam sérios problemas de saúde mental, e que um ano não era tempo suficiente entre as missões de combate.
Em 12 de março de 2007, a revista Time relatou um estudo publicado no Archives of Internal Medicine. Cerca de um terço dos 103.788 veteranos que retornaram das guerras do Iraque e do Afeganistão e que foram atendidos nas instalações do Departamento de Assuntos dos Veteranos dos EUA entre 30 de setembro de 2001 e 30 de setembro de 2005 foram diagnosticados com doenças mentais ou distúrbios psicossociais, como falta de moradia e problemas conjugais, incluindo violência doméstica. Mais da metade dos diagnosticados (56%) sofria de mais de um distúrbio. A combinação mais comum era transtorno de estresse pós-traumático e depressão.
Em janeiro de 2008, o Exército dos EUA informou que a taxa de suicídios entre seus soldados em 2007 foi a mais alta desde que o Exército começou a registrar esses dados em 1980. Foram registrados 121 suicídios em 2007, um aumento de 20% em relação ao ano anterior. Além disso, houve cerca de 2.100 tentativas de suicídio e lesões autoprovocadas no mesmo ano. Outras fontes indicam estimativas ainda mais altas.
Em 5 de junho de 2008, a Time publicou um relatório sobre dados do quinto relatório da Equipe de Consultoria em Saúde Mental do Exército, indicando que, de acordo com uma pesquisa anônima realizada com as tropas dos EUA no último outono, cerca de 12% das tropas de combate no Iraque e 17% das tropas no Afeganistão estavam tomando antidepressivos ou medicamentos para dormir para lidar com a situação. A pesquisa também indicou que cerca de um terço dos soldados no Afeganistão e no Iraque afirmaram não ter acesso a profissionais de saúde mental quando precisavam. Quando o número de tropas no Iraque aumentou em 30.000 no ano anterior, o número de profissionais de saúde mental do Exército permaneceu o mesmo – cerca de 200 –, o que dificultou ainda mais o acesso a aconselhamento e atendimento.
O mesmo artigo da Time destacou algumas das razões para o uso de medicamentos prescritos, explicando que as experiências traumáticas vivenciadas pelos soldados, como testemunhar a morte de amigos ou outras cenas violentas, contribuem para sentimentos de medo intenso, impotência e horror. Essas experiências têm levado muitos soldados a buscar antidepressivos, conforme relatado por psiquiatras militares.
Profissionais de saúde mental também expressaram preocupação com os efeitos sobre a saúde emocional e o desenvolvimento de bebês e crianças de veteranos que retornam, devido ao aumento das taxas de violência interpessoal, estresse pós-traumático, depressão e abuso de substâncias observados entre esses veteranos. Além disso, os efeitos estressantes das perdas físicas e baixas podem representar um grande estresse para os cuidadores, afetando negativamente a criação dos filhos. Acredita-se que as necessidades de saúde mental das famílias de militares, após a exposição ao combate e outros traumas relacionados à guerra, sejam inadequadamente atendidas pelo sistema de saúde militar, que separa o atendimento ao soldado do atendimento à sua família, o qual é geralmente coberto por um sistema de saúde civil contratado.

## Baixas de insurgentes iraquianos
É difícil estimar o total de mortes de insurgentes. Em 2003, o Exército dos EUA informou que 597 insurgentes foram mortos. De janeiro de 2004 a dezembro de 2009 (sem incluir maio de 2004 e março de 2009), estima-se que 23.984 insurgentes tenham sido mortos com base em relatos de soldados da coalizão nas linhas de frente. Nos dois meses ausentes na estimativa, 652 insurgentes foram mortos em maio de 2004 e 45 foram mortos em março de 2009. Em 2010, outros 676 insurgentes foram mortos. De janeiro a outubro de 2011, estima-se que 451 insurgentes tenham sido mortos. Com base nessas estimativas, cerca de 26.405 insurgentes foram mortos de 2003 até o final de 2011.
No entanto, esse número pode ser subestimado, pois considera apenas as mortes em combate contra as forças lideradas pelos EUA, sem contabilizar aqueles mortos em confrontos com outros grupos ou em circunstâncias não relacionadas a combate. Além disso, houve contradições entre os números divulgados pelos militares dos EUA e os fornecidos pelo governo iraquiano. Por exemplo, o número de insurgentes mortos pelos militares dos EUA em 2005 foi de 3.247, enquanto o governo iraquiano informou 1.734 mortes. Essa discrepância pode ser atribuída ao receio de reportar mortes de civis. Em 2007, os ministérios iraquianos informaram que 4.544 militantes foram mortos, enquanto os militares dos EUA relataram 6.747 mortes. Em 2008, 2.028 insurgentes foram mortos, e em 2009, exceto no mês de junho, o Ministério da Defesa do Iraque informou 488 mortes, o que também difere da estimativa dos EUA, que apontou cerca de 3.984 mortes no mesmo período.
Em 28 de setembro de 2006, um líder da Al Qaeda afirmou que 4.000 insurgentes estrangeiros haviam sido mortos na guerra. Em 6 de junho de 2008, um oficial do Exército iraquiano revelou que cerca de 6.000 combatentes da Al Qaeda estavam entre os insurgentes mortos desde o início da guerra até abril de 2008.
Os militares dos EUA também informaram sobre o número de suspeitos de insurgência que foram detidos, presos ou capturados. De junho de 2003 a agosto de 2007, os militares dos EUA informaram que 119.752 foram detidos, em comparação com 18.832 que foram mortos.

## Acidentes com contratantes
Em julho de 2007, o Departamento do Trabalho registrou 933 mortes de empreiteiros no Iraque. Em abril de 2007, o Inspetor Geral Especial para a Reconstrução do Iraque [en] declarou que o número de mortes de empreiteiros civis em projetos financiados pelos EUA no Iraque era de 916. Em janeiro de 2007, o Houston Chronicle informou que o Pentágono não registrava as mortes de empreiteiros no Iraque. Em janeiro de 2017, estimava-se que 7.761 empreiteiros haviam sido feridos no Iraque, mas não se sabia a nacionalidade deles. Até o final de 2010, pelo menos 40.000 militares privados contratados sofreram ferimentos. O Departamento do Trabalho tinha esses números porque rastreava os pedidos de indenização de trabalhadores feridos ou famílias de empreiteiros mortos de acordo com a Lei da Base de Defesa federal.

## Resultados da saúde
Em novembro de 2006, foram relatados sinais de uma deterioração significativa no sistema de saúde do Iraque como resultado da guerra. No ano de 2007, um estudo realizado pela Sociedade Iraquiana de Psiquiatras e pela Organização Mundial da Saúde (OMS) constatou que 70% dos 10.000 alunos do ensino fundamental na região de Sha'ab, no norte de Bagdá, apresentavam sintomas relacionados a traumas.
Artigos posteriores publicados no The Lancet e na Al Jazeera sugeriram que o número de casos de defeitos congênitos, câncer, abortos, doenças e nascimentos prematuros pode ter aumentado drasticamente após a primeira e a segunda guerras do Iraque, devido à presença de urânio empobrecido e produtos químicos introduzidos durante os ataques americanos, especialmente nas áreas de Fallujah, Basra e no sul do Iraque.

## Total de baixas iraquianas

### Iraq Living Conditions Survey (2004)
Um estudo encomendado pelo Programa das Nações Unidas para o Desenvolvimento (PNUD), denominado Iraq Living Conditions Survey (Pesquisa sobre as condições de vida no Iraque -  ILCS), coletou amostras de quase 22.000 domicílios em todas as províncias iraquianas. Estimou-se que 24.000 mortes violentas relacionadas à guerra ocorreram até maio de 2004 (com um intervalo de confiança de 95% de 18.000 a 29.000). Esse estudo não tentou medir qual parte de sua estimativa era composta por civis ou combatentes, incluindo os militares iraquianos mortos durante a invasão, bem como os insurgentes ou outros combatentes posteriores.

### Lancet (2004)
O estudo Lancet de outubro de 2004, realizado por especialistas em saúde pública da Universidade Johns Hopkins e publicado em 29 de outubro de 2004 na revista médica The Lancet, estimou que 100.000 mortes iraquianas “excessivas” de todas as causas ocorreram desde o início da invasão dos EUA. O estudo não tentou medir quantos desses mortos eram civis, mas os autores afirmaram acreditar que a “grande maioria” eram não combatentes, com base no fato de que 7% das vítimas eram mulheres e 46% eram crianças com menos de 15 anos (incluindo dados de Fallujah). Para chegar a essa estimativa, foi realizada uma pesquisa em 988 residências iraquianas em 33 grupos em todo o país, onde os residentes foram questionados sobre quantas pessoas viviam ali e quantos nascimentos e mortes ocorreram desde o início da guerra. Em seguida, comparou-se a taxa de mortalidade com a média dos 15 meses anteriores à guerra. Descobriu-se que os iraquianos tinham uma probabilidade 1,5 vezes maior de morrer de todas as causas após a invasão (aumentando de 0,5% para 0,79% ao ano) do que nos 15 meses anteriores à guerra, produzindo uma estimativa de 98.000 mortes excessivas. Esse número excluiu os dados de um cluster em Fallujah, que foi considerado discrepante demais para ser incluído na estimativa nacional. Se os dados de Fallujah fossem incluídos, que apresentaram uma taxa mais alta de mortes violentas do que os outros 32 grupos combinados, a taxa de aumento de mortes seria de 2,5 vezes, com as mortes violentas sendo 58 vezes mais prováveis, a maioria delas causadas por ataques aéreos das forças da coalizão. Nesse caso, seriam estimadas mais 200.000 mortes.

### Estimativa do Iraqiyun (2005)
A organização não governamental iraquiana Iraqiyun estimou 128.000 mortes desde a invasão até julho de 2005. Um artigo da United Press International (UPI) de julho de 2005 informou que o número foi fornecido pelo presidente da organização humanitária Iraqiyun em Bagdá, Dr. Hatim al-'Alwani. Ele afirmou que 55% dos mortos eram mulheres e crianças com 12 anos ou menos. O artigo da UPI relatou que a Iraqiyun obteve dados de parentes e famílias das vítimas, bem como de hospitais iraquianos em todas as províncias do país. O número de 128.000 inclui apenas aqueles cujos parentes foram informados sobre suas mortes e não considera aqueles que foram sequestrados, assassinados ou desapareceram. Um livro de 2010 de Nicolas Davies também mencionou a estimativa da Iraqiyun e observou que a organização era afiliada ao partido político do presidente interino Ghazi Al-Yawer. Davies escreveu: “O relatório especificou que incluía apenas mortes confirmadas, omitindo um número significativo de pessoas que desapareceram sem deixar rastros em meio à violência e ao caos.”

### Lancet(2006)
O estudo Lancet de outubro de 2006 [en], realizado por Gilbert Burnham (da Universidade Johns Hopkins) e coautores, estimou o total de mortes excessivas (civis e não civis) relacionadas à guerra em 654.965 mortes até julho de 2006. O estudo de 2006 foi baseado em pesquisas realizadas entre 20 de maio e 10 de julho de 2006, e incluiu mais residências do que o estudo de 2004, permitindo um intervalo de confiança de 95% entre 392.979 e 942.636 mortes excessivas iraquianas. Essas estimativas eram muito mais altas do que outros registros disponíveis na época.
O estudo de Burnham et al. foi descrito como um dos mais controversos na pesquisa sobre conflitos armados, e suas conclusões foram amplamente contestadas na literatura acadêmica. Logo após a publicação, a estimativa e a metodologia do estudo foram criticadas por diversas fontes, incluindo o governo dos Estados Unidos, acadêmicos e o Iraq Body Count. Na época, outros especialistas elogiaram a metodologia do estudo. John Tirman [en], que encomendou e financiou o estudo, defendeu suas conclusões. Uma revisão sistemática de 2008, publicada na revista Conflict and Health, concluiu que os estudos de maior qualidade usaram "métodos baseados na população", os quais "produziram as estimativas mais altas." Um estudo de 2016 descreveu o estudo da Lancet como “amplamente visto entre os colegas como uma das investigações mais rigorosas sobre a mortalidade relacionada à Guerra do Iraque entre civis iraquianos” e argumentou que parte das críticas “pode ter sido motivada politicamente”.
Diversos estudos revisados por pares criticaram o estudo da Lancet com base em sua metodologia e nos números de vítimas que foram considerados exagerados. Os autores do estudo também foram acusados de violações éticas em relação à condução da pesquisa e à forma como responderam às solicitações de dados e informações. Em 2009, o autor principal do estudo foi censurado pela American Association for Public Opinion Research (AAPOR) por se recusar a fornecer “vários fatos básicos sobre” o estudo. A AAPOR, ao longo de 12 anos, havia censurado formalmente apenas duas outras pessoas. Em 2012, Michael Spagat [en] observou que seis estudos revisados por pares haviam identificado deficiências no estudo da Lancet e que os autores ainda não haviam respondido de forma substancial às críticas. De acordo com Spagat, havia “amplos motivos” para descartar a estimativa do estudo. O estatístico da Universidade de Columbia, Andrew Gelman, afirmou em 2014 que “falhas graves” foram demonstradas no estudo da Lancet, e, em 2015, expressou a impressão de que o estudo havia sido “praticamente desacreditado”. Joshua Goldstein, professor emérito de Relações Internacionais da American University, escreveu que os críticos do estudo “argumentaram de forma convincente que o método de amostragem era tendencioso.” De acordo com o sociólogo da Universidade de Delaware, Joel Best, em seu livro Stat-Spotting: A Field Guide to Identifying Dubious Data, “parece provável que [a estimativa da Lancet] tenha sido muito grande.” Os estudiosos de conflitos Nils Petter Gleditsch, Erik Melander e Henrik Urdal afirmaram que havia “grandes vieses” no estudo, o que levou a uma amostragem excessiva de famílias afetadas pela violência.
Um estudo de 2008 publicado no Journal of Peace Research [en] concluiu que o estudo da Lancet de 2006 pode ter superestimado consideravelmente as baixas da Guerra do Iraque, apontando que o estudo fez escolhas metodológicas “incomuns” e solicitando que os autores do estudo de 2006 disponibilizassem todos os seus dados. O estudo de 2008 foi premiado como "Artigo do Ano - 2008" pelo Journal of Peace Research, com o júri composto por Lars-Erik Cederman (ETH Zürich), Jon Hovi (Universidade de Oslo) e Sara McLaughlin Mitchell (Universidade de Iowa), que escreveram que os “autores demonstram de forma convincente que estudos anteriores baseados em um algoritmo de amostragem de agrupamento de ruas cruzadas (CSSA) superestimaram significativamente o número de baixas no Iraque.” O cientista político da American University, Thomas Zeitzoff, afirmou que o estudo do Journal of Peace Research mostrou que o estudo da Lancet era “extremamente impreciso” devido à sua dependência de informações provenientes de amostras tendenciosas.
Michael Spagat criticou o estudo da Lancet de 2006 em um artigo de 2010 para a revista Defence and Peace Economics. Spagat afirmou que encontrou “algumas evidências relacionadas à fabricação e falsificação de dados” e sugeriu que “essas evidências indicam que essa pesquisa não pode ser considerada uma contribuição confiável ou válida para o conhecimento sobre a extensão da mortalidade no Iraque desde 2003.” Spagat também criticou o estudo por “violações éticas aos entrevistados da pesquisa, incluindo perigo, violações de privacidade e falhas na obtenção de consentimento informado.” Em uma carta para a revista Science, Spagat afirmou que o estudo da Lancet não havia sido replicado em um estudo da OMS (Iraq Family Health Survey). Spagat observou ainda que o autor principal do estudo de 2006 havia sido censurado pela American Association for Public Opinion Research por “recusar-se repetidamente a divulgar as informações correspondentes à sua pesquisa.”
A Iraq Family Health Survey (IFHS), publicada por pesquisadores da OMS no The New England Journal of Medicine, constatou que os resultados do estudo da Lancet de 2006 "superestimaram consideravelmente o número de mortes violentas" e que os resultados eram altamente improváveis. Ao comparar os dois estudos, a pesquisadora de paz Kristine Eck, da Universidade de Uppsala, observou que o estudo da IFHS, que cobriu o mesmo período da pesquisa da Lancet, "baseou-se em uma amostra muito maior (9.345 domicílios em comparação com os 1.849 de Burnham et al.) e em muitos mais grupos (1.086 grupos em comparação com os 47 de Burnham et al.)." Ao comparar os dois estudos, Joachim Kreutz, da Universidade de Estocolmo, e Nicholas Marsh, do PRIO, afirmaram que o estudo da IFHS produziu "uma estimativa mais confiável". O cientista político da Universidade de Oxford, Adam Roberts [en], escreveu que o estudo da IFHS era "mais rigoroso".
Burnham, Edward J. Mills e Frederick M. Burkle observaram que os dados da IFHS indicavam que a mortalidade iraquiana aumentou em um fator de 1,9 após a invasão, em comparação com o fator de 2,4 encontrado por Burnham et al. Timothy R. Gulden considerou implausível que menos de um terço desse excesso de mortes tenha sido de natureza violenta. Francisco J. Luquero e Rebecca F. Grais argumentaram que a longa duração da pesquisa da IFHS e o uso de dados do Iraq Body Count (IBC) como indicador de áreas particularmente perigosas provavelmente resultaram em uma subestimação da mortalidade violenta, enquanto Gulden levantou a hipótese de que os entrevistados poderiam ter relutado em relatar mortes violentas aos pesquisadores, que estavam trabalhando com o governo iraquiano. De forma semelhante, Tirman observou que o Ministério da Saúde iraquiano era afiliado a grupos xiitas na época, apontando que havia evidências de que muitas mortes violentas podem ter sido recategorizadas como "não violentas" para evitar represálias do governo. Ele citou, por exemplo, o aumento de quatro vezes na taxa de mortes por acidentes automobilísticos, que, se tivesse sido incluído na categoria de mortes violentas, teria aumentado a estimativa geral para 196.000. Gulden comentou que "os resultados da IFHS estão facilmente alinhados com a descoberta de mais de 600.000 mortes violentas no estudo de Burnham et al.". Entretanto, os autores da IFHS rejeitaram tais afirmações: "Como o nível de subnotificação é quase certamente maior para mortes em períodos anteriores, não tentamos estimar o excesso de mortes. O excesso de mortes relatado por Burnham et al. incluiu apenas 8,2% das mortes por causas não violentas, portanto, a inclusão dessas mortes não aumentará a concordância entre as estimativas da IFHS e Burnham et al.".
Um gráfico no artigo da Lancet, supostamente demonstrando que suas conclusões estavam alinhadas com as tendências de violência medidas pelo IBC e pelo Departamento de Defesa, usava dados selecionados e tinha dois eixos Y. Os autores admitiram que o gráfico era falho, mas a Lancet nunca o retratou.

### Estimativa do Ministro da Saúde do Iraque (2006)
No início de novembro de 2006, o Ministro da Saúde do Iraque, Ali al-Shemari, estimou que entre 100.000 e 150.000 pessoas haviam sido mortas desde a invasão liderada pelos Estados Unidos em março de 2003. O Taipei Times reportou sobre sua metodologia, mencionando que al-Shemari baseou sua estimativa em uma média de 100 corpos por dia levados a necrotérios e hospitais, o que resultaria em cerca de 130.000 mortes no total. O Washington Post acrescentou que, enquanto al-Shemari apresentava essa nova estimativa, o chefe do necrotério central de Bagdá informou que sua instalação recebia até 60 vítimas de mortes violentas diariamente, sem incluir as vítimas cujos corpos eram levados a outros necrotérios ou enterrados rapidamente por parentes, conforme o costume muçulmano.

De acordo com um artigo de 9 de novembro de 2006 do International Herald Tribune:
“A cada dia perdemos 100 pessoas, o que significa 3.000 por mês, 36.000 por ano, mais ou menos 10%”, afirmou al-Shemari. “Então, em três anos, 120.000; em meio ano, 20.000, o que resulta em cerca de 140.000, mais ou menos 10%.” Ele explicou que sua estimativa incluía todas as mortes de iraquianos — policiais, civis e crianças — além das pessoas sequestradas e posteriormente encontradas mortas. Os números foram obtidos por meio da contagem de corpos levados a “institutos forenses” ou hospitais.
Em um artigo do Taipei Times de 11 de novembro de 2006, um funcionário do Ministério da Saúde também confirmou o número, mas posteriormente ajustou a estimativa de mortes para variar entre 100.000 e 150.000. O funcionário esclareceu que al-Shemari havia sido citado erroneamente, afirmando que entre 100.000 e 150.000 pessoas haviam morrido ao longo de três anos e meio.

### Nações Unidas (2006)
As Nações Unidas informaram que, em 2006, ocorreram 34.452 mortes violentas no Iraque, com base em dados coletados de necrotérios, hospitais e autoridades municipais de todo o país.

### Pesquisa da D3 Systems (2007)
De 25 de fevereiro a 5 de março de 2007, a D3 Systems realizou uma pesquisa para a BBC, ABC News, ARD e USA Today. A ABC News reportou que: “Um em cada seis entrevistados afirmou que alguém em sua própria casa foi afetado pela violência. 53% dos iraquianos disseram que um amigo próximo ou um membro da família imediata foi ferido devido à violência atual. Essa porcentagem variou de 30% nas províncias curdas a quase 80% em Bagdá."
A metodologia foi descrita da seguinte forma: “Essa pesquisa foi conduzida entre 25 de fevereiro e 5 de março de 2007, por meio de entrevistas pessoais com uma amostra aleatória de 2.212 adultos iraquianos, incluindo amostras das províncias de Anbar, da cidade de Baçorá, de Quircuque e da área de Sadr City [en] em Bagdá. Os resultados têm uma margem de erro de 2,5 pontos percentuais."
A pesquisa contou com uma equipe de campo de 150 iraquianos, incluindo 103 entrevistadores que realizaram entrevistas em 458 locais ao longo do país. A pesquisa abordou nove tipos de violência, como carros-bomba, franco-atiradores ou fogo cruzado, sequestros, confrontos entre grupos adversários e abuso de civis por diferentes forças armadas.
A questão 35 perguntava: “O(a) senhor(a) ou um membro imediato da família — ou seja, alguém que mora nesta casa — foi fisicamente prejudicado pela violência que está ocorrendo no país neste momento?” A seguir estão os resultados em porcentagens:
| Grupos | Sim | Não | Sem opinião |
| ------ | --- | --- | ----------- |
| Todos  | 17  | 83  | 0           |
| Sunita | 21  | 79  | 0           |
| Xiita  | 17  | 83  | 0           |
| Curdos | 7   | 93  | 0           |

Pesquisa da Opinion Research Business (ORB) (2007, 2008)
Em 14 de setembro de 2007, a Opinion Research Business (ORB), uma agência de pesquisa independente do Reino Unido, estimou que o número total de mortes violentas no Iraque devido à Guerra do Iraque desde a invasão liderada pelos EUA era superior a 1,2 milhão (1.220.580). Esses resultados foram baseados em uma pesquisa com 1.499 adultos no Iraque, realizada de 12 a 19 de agosto de 2007. A ORB publicou uma atualização em janeiro de 2008, com base em um trabalho adicional realizado em áreas rurais do Iraque. Cerca de 600 entrevistas adicionais foram realizadas, e a estimativa de mortes foi revista para 1.033.000, com um intervalo de 946.000 a 1.120.000.
Essa estimativa da ORB foi amplamente criticada por ser exagerada e mal fundamentada, com críticas consideráveis na literatura revisada por pares. De acordo com o historiador Jay D. Aronson, da Carnegie Mellon University, "Como esse número parecia implausível (dada a magnitude da violência necessária para que tal número fosse remotamente possível), o estudo da ORB foi amplamente ignorado."
Pesquisa de Saúde Familiar do Iraque (IFHS, 2008)
A Iraq Family Health Survey (Pesquisa de Saúde Familiar do Iraque), publicada em 2008 no The New England Journal of Medicine, pesquisou 9.345 domicílios em todo o Iraque entre 2006 e 2007. A pesquisa estimou 151.000 mortes devido à violência (com um intervalo de incerteza de 95%, variando de 104.000 a 223.000) entre março de 2003 e junho de 2006.
O estudo foi conduzido pelo Iraq Family Health Survey Study Group, um esforço colaborativo de seis organizações: Ministério Federal da Saúde, Bagdá; Ministério do Planejamento do Curdistão, Arbil; Ministério da Saúde do Curdistão, Erbil; Organização Central de Estatística e Tecnologia da Informação, Bagdá; Escritório da Organização Mundial da Saúde no Iraque, Amã, Jordânia; Organização Mundial da Saúde, Genebra.
A Associated Press e o Ministério da Saúde (2009)
Em abril de 2009, a Associated Press informou que o Ministério da Saúde do Iraque havia registrado um total de 87.215 mortes violentas de cidadãos iraquianos entre 1º de janeiro de 2005 e 28 de fevereiro de 2009, com base em certidões de óbito emitidas por hospitais e necrotérios. Esse número exclui milhares de pessoas desaparecidas e civis cujas mortes não foram registradas. O funcionário do governo que forneceu os dados afirmou à AP que, se fossem incluídos os casos de desaparecimentos e mortes não registradas, o número total de mortos nesse período seria de 10 a 20% maior.
A Associated Press utilizou a contagem do Ministério da Saúde e outros dados (incluindo contagens de vítimas de 2003-2004 e após 1º de março de 2009, provenientes de fontes hospitalares e relatórios da mídia, como a Iraq Body Count) para estimar que mais de 110.600 iraquianos foram mortos desde o início da guerra até abril de 2009. Especialistas entrevistados pela AP consideraram essa estimativa confiável e uma “importante linha de base”, embora fosse necessariamente uma estimativa, devido a mortes não registradas, especialmente em áreas de difícil acesso. Embora as descobertas de valas comuns ao longo do tempo tenham fornecido mais informações sobre as mortes na Guerra do Iraque, a AP observou que "o número exato de mortes nunca será conhecido".
PLOS Medicine (2013)
Um estudo publicado em 2013 na PLOS Medicine, conduzido por Hagopian et al., estimou que 461.000 iraquianos morreram como resultado da Guerra do Iraque. O estudo utilizou uma metodologia semelhante à do estudo da Lancet de 2006, e o autor principal deste estudo de 2006 foi um dos 12 autores do estudo de 2013. De acordo com um dos autores, Amy Hagopian, metade das mortes não violentas foi atribuída a tratamento inadequado de doenças cardiovasculares. Após a publicação do estudo, Michael Spagat, crítico do estudo da Lancet de 2006, afirmou que o estudo de 2013 parecia corrigir a maioria das falhas metodológicas observadas em 2006. No entanto, Spagat observou que o grande intervalo de confiança do estudo de 2013 era preocupante. Outros críticos do estudo da Lancet de 2006 concordaram com Spagat, reconhecendo a melhoria na metodologia, mas destacando a preocupação com o grande intervalo de confiança.
Um estudo de 2017 realizado por Spagat e Van Weezel reproduziu o estudo de 2013 de Hagopian et al. e concluiu que a estimativa de 500.000 vítimas feita por Hagopian et al. não era apoiada pelos dados. Spagat e Van Weezel alegaram que Hagopian et al. cometeram erros metodológicos. Em resposta, Hagopian et al. defenderam seu estudo original, afirmando que Van Weezel e Spagat entenderam mal seu método. Por sua vez, Van Weezel e Spagat criticaram a resposta de Hagopian et al., alegando que ela evitava os pontos centrais e fazia ataques ad hominem.
Algumas estimativas da mídia
Em dezembro de 2005, o presidente George W. Bush afirmou que cerca de 30.000 iraquianos haviam morrido. Posteriormente, o porta-voz da Casa Branca, Scott McClellan, esclareceu que essa não era uma estimativa oficial do governo, mas sim uma avaliação baseada em relatórios da mídia.
Em relação ao ano de 2006, um artigo da Associated Press, publicado em 2 de janeiro de 2007, informou que, com base nos dados dos ministérios iraquianos da Saúde, Defesa e Interior, o total de mortes violentas foi de 14.298 civis, 1.348 policiais e 627 soldados. No total, a Associated Press calculou 13.738 mortes. Por outro lado, o The Australian, em seu artigo também de 2 de janeiro de 2007, relatou que o governo iraquiano considerou exagerada uma estimativa de 3.700 mortes de civis em outubro de 2006, uma estimativa fornecida pela ONU com base em dados dos ministérios e necrotérios de Bagdá. Segundo o governo iraquiano, essa estimativa não incluía mortes classificadas como "criminosas" ou aquelas de civis sequestrados cujos corpos não foram encontrados.
Em 25 de junho de 2006, o Los Angeles Times publicou um artigo intitulado "War's Iraqi Death Toll Tops 50,000", que indicava que a estimativa de mortes violentas era predominantemente de civis, mas também incluía forças de segurança e insurgentes. O artigo observou que muitos outros iraquianos provavelmente foram mortos, mas esses números não foram registrados, devido à falta de infraestrutura governamental no primeiro ano após a invasão, e à continuidade de falhas nos relatórios em todo o país. O necrotério de Bagdá recebeu 30.204 corpos entre 2003 e meados de 2006, enquanto o Ministério da Saúde registrou 18.933 mortes em "confrontos militares" e "ataques terroristas" de 5 de abril de 2004 a 1º de junho de 2006, totalizando 49.137 mortes. Amostras de outros departamentos de saúde locais sugeriram que o número real superava 50.000, sem incluir mortes fora de Bagdá no primeiro ano da invasão.
Revisões
Uma revisão de 2008 das estimativas de mortes no Iraque concluiu que as 600.000 mortes estimadas entre 2003 e 2006 provavelmente subestimaram a mortalidade total. Estudos com base em dados populacionais, considerados os de maior qualidade, apresentaram as estimativas mais altas. A revisão indicou que, apesar da variação nas estimativas, a carga de mortalidade devido à guerra e suas consequências no Iraque era significativa. Os estudos de Roberts e Burnham, que usaram uma metodologia rigorosa baseada na população, foram amplamente criticados devido às implicações políticas de suas descobertas, mas também pela natureza política e de segurança envolvida na realização desse tipo de pesquisa.
Uma análise de 2016 chegou a conclusões semelhantes, afirmando que as estimativas de baixas civis iraquianas apresentadas nos estudos da Lancet e da PLOS são amplamente reconhecidas entre os pares como as mais rigorosas. A análise sugeriu que as mortes de civis iraquianos poderiam ter sido subestimadas nesses estudos devido a abordagens conservadoras em relação às estimativas de mortalidade.
De acordo com uma análise de 2017 realizada por Keith Krause [en], do Instituto Universitário de Altos Estudos Internacionais, em Genebra, Suíça, "o consenso parece ser de que cerca de 150.000 pessoas morreram violentamente como resultado dos combates entre 2003 e 2006."

## Subcontabilização
Funcionários de necrotérios afirmam que os números oficiais frequentemente não refletem a totalidade das mortes. Em muitos casos, os corpos das vítimas não são levados aos necrotérios, o que resulta em subcontagem. Em 2006, o The Washington Post observou: “A polícia e os hospitais frequentemente fornecem números amplamente conflitantes sobre mortos em grandes atentados a bomba. Além disso, os números de mortes são informados por vários canais, com agências governamentais funcionando com eficiência variável.”
Uma análise de 31 de janeiro de 2008 no New England Journal of Medicine discutiu a subcontagem de vítimas civis em pesquisas domiciliares, observando que "às vezes era problemático ou muito perigoso acessar certos bairros, o que resultava em uma subcontagem. Dados do Iraq Body Count sobre a distribuição de mortes entre as províncias foram usados para estimar nesses casos. A população mudou drasticamente devido à violência sectária, fuga de refugiados e migração geral." Também foi destacado o viés das pesquisas domiciliares, especialmente devido à dissolução de alguns domicílios após mortes, o que impede a coleta de informações sobre os antigos moradores.
O Washington Post também reportou que as pesquisas domiciliares normalmente deixam de registrar de 30 a 50% das mortes, especialmente em áreas de alta violência, onde muitas vezes os governos locais deixam de funcionar, dificultando a coleta e o repasse de informações.
O estudo da Lancet de outubro de 2006 observou que "não encontramos nenhum caso de conflito em que a vigilância passiva [como a usada pelo IBC] tenha registrado mais de 20% das mortes registradas por métodos baseados na população". Além disso, foi ressaltado que em vários surtos de violência, os métodos baseados em instalações (como hospitais) subestimaram as mortes em um fator de dez ou mais, quando comparados aos estudos baseados na população.
O especialista Juan Cole [en], em outubro de 2006, apontou que, embora fosse possível observar combates pesados, nenhuma das baixas iraquianas nas escaramuças foi reportada, sugerindo uma subcontagem. Robert Fisk, em artigo de 28 de julho de 2004, publicou no The Independent que “algumas famílias enterram seus mortos sem notificar as autoridades.”
Stephen Soldz [en], do “Iraq Occupation and Resistance Report”, também enfatizou, em 5 de fevereiro de 2006, que as áreas sob controle dos insurgentes estavam fora do alcance de repórteres ocidentais, o que resultava em um viés nas reportagens, com maior número de mortes causadas por insurgentes sendo documentadas em comparação com as causadas pelas forças dos EUA ou do governo iraquiano.
Em 19 de outubro de 2006, o Washington Post destacou que as mortes relatadas pelas autoridades e pela mídia representavam apenas uma fração dos milhares de corpos que chegavam aos necrotérios, já que muitos corpos eram jogados em campos controlados por milícias ou grupos insurgentes, sem serem registrados.
O The Australian, em janeiro de 2007, observou que as estimativas de baixas fornecidas pelo governo iraquiano não contabilizavam mortes classificadas como “criminosas”, nem as mortes de civis que faleceram devido a ferimentos mais tarde, ou vítimas de sequestros não encontradas.
Por fim, o projeto Iraq Body Count (IBC), em novembro de 2004, reconheceu que seu total de baixas era certamente uma subestimação devido a lacunas nos relatórios ou registros.

### Subnotificação pelas autoridades dos EUA
Em um artigo de abril de 2005, The Independent relatou que, uma semana antes de ser morta por um homem-bomba, a trabalhadora humanitária Marla Ruzicka conseguiu forçar os comandantes militares dos EUA a admitir que mantinham registros das mortes de civis iraquianos causadas pelas forças americanas. Ela revelou que um general de brigada lhe disse que era "procedimento operacional padrão" que as tropas dos EUA registrassem quando atiravam em não combatentes. Através de dados obtidos por Ruzicka, ela descobriu que, entre 28 de fevereiro e 5 de abril de 2005, 29 civis haviam sido mortos em tiroteios envolvendo as forças dos EUA e insurgentes em Bagdá, um número quatro vezes maior do que o de policiais iraquianos mortos durante o mesmo período.
Além disso, o relatório de dezembro de 2006 do Grupo de Estudos sobre o Iraque (ISG) revelou que os Estados Unidos filtravam os relatos de violência de modo a ocultar falhas percebidas em sua política no Iraque. Um artigo de 7 de dezembro de 2006 do McClatchy Newspapers reportou que o ISG descobriu que, enquanto as autoridades dos EUA reportavam 93 ataques ou atos significativos de violência em um único dia de julho de 2006, uma análise detalhada dos relatórios desse dia revelou mais de 1.100 atos de violência. O mesmo artigo informou que, no contexto de uma iniciativa para reduzir a violência em Bagdá, as autoridades americanas haviam excluído de suas estatísticas as mortes causadas por atentados com carros-bomba e ataques com morteiros, o que permitiu ao governo dos EUA afirmar que as mortes causadas por violência sectária na capital haviam diminuído em mais de 52% entre julho e agosto de 2006.
O próprio relatório do ISG explica que nem todo assassinato de iraquianos era contabilizado como um ataque. Por exemplo, se não fosse possível determinar a origem de um ataque sectário, ele não seria incluído no banco de dados de registros. Além disso, ataques como bombardeios à beira da estrada ou ataques com foguetes ou morteiros que não resultassem em ferimentos a membros do pessoal dos EUA também não eram considerados nas estatísticas.

### Baixas causadas por violência criminal e política

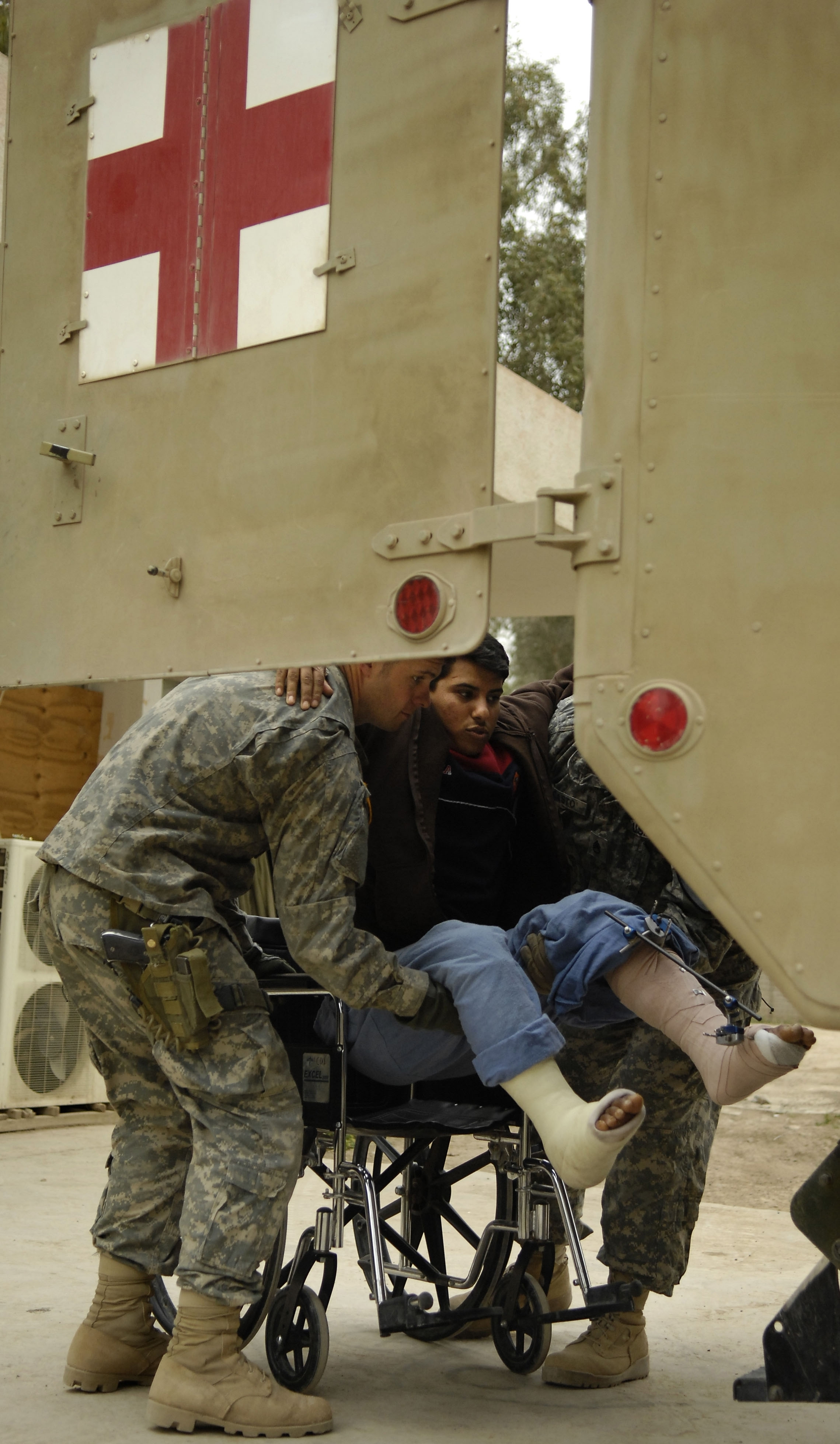
Médicos do Exército dos EUA colocam um policial iraquiano ferido em uma ambulância (março de 2007)

Em maio de 2004, a Associated Press conduziu uma pesquisa sobre os necrotérios de Bagdá e das províncias vizinhas, focando nas mortes violentas registradas de 1º de maio de 2003, quando o presidente Bush declarou o fim das principais operações de combate, até 30 de abril de 2004.
De acordo com o artigo da AP, em Bagdá, uma cidade com cerca de 5,6 milhões de habitantes, foram registradas 4.279 mortes violentas durante o período de 12 meses até 30 de abril de 2004. Kais Hassan, diretor de estatísticas do Instituto Médico Legal de Bagdá, que administra os necrotérios da cidade, explicou que, antes da guerra, a cidade tinha um governo forte e uma segurança robusta, com muitos policiais nas ruas e poucas armas ilegais. No entanto, após a guerra, ele afirmou que os controles eram escassos, o que resultou em um aumento significativo nos crimes, assassinatos por vingança e violência em geral.
Importante notar que os números apresentados não incluem as mortes causadas por grandes atentados terroristas, pois, segundo Hassan, os corpos dessas vítimas geralmente não são levados aos necrotérios, sendo entregues diretamente às famílias. Além disso, corpos de combatentes mortos em confrontos com grupos como o Exército al-Mahdi raramente eram levados aos necrotérios.
A pesquisa também excluiu mortes acidentais, como as causadas por acidentes de carro ou quedas. A taxa de homicídios em Bagdá foi calculada em 76 assassinatos por 100.000 pessoas, um número significativamente mais alto do que as taxas observadas em outras cidades ao redor do mundo, como Bogotá (Colômbia), com 39 homicídios por 100.000, Nova York, com 7,5, e a vizinha Jordânia, com 2,4. Para efeito de comparação, o número de homicídios por 100.000 pessoas em Bagdá em 2002, ano anterior à guerra, era de apenas 3,0.
Os necrotérios de outras regiões do Iraque também relataram aumentos substanciais no número de homicídios. Em Karbala, ao sul de Bagdá, a média de homicídios mensais passou de 1 em 2002 para 55 no ano seguinte à invasão. Em Tikrit, ao norte de Bagdá, onde não havia homicídios registrados em 2002, a taxa saltou para uma média de 17 homicídios por mês. Na província de Kirkuk, também ao norte, a taxa aumentou de 3 homicídios por mês em 2002 para 34 por mês durante o período da pesquisa.

## Páginas externas
- Likely humanitarian scenarios (Cenários humanitários prováveis), em inglês.
- Iraqi Memorial (Memorial do Iraque), em inglês.